# Uruguay en la Copa América
La Selección de Uruguay ha disputado un total de 46 ediciones de la Copa América, hasta la edición de 2024. Al día de hoy es una de las selecciones más ganadoras del torneo con 15 conquistas, superada únicamente por la selección Argentina, quien ostenta 16 títulos. Hasta el momento disputó 212 partidos, de los cuales ganó 115, empató 40 y perdió 57.

## Estadísticas por ediciones

### Partidos
| 2 de julio de 1916 | Uruguay                                              | 4:0 (1:0) | Chile | Estadio GEBA, Buenos Aires                                          |                                                                     |
| | José Piendibene 44', 75' · Isabelino Gradín 55', 70' |           |       | Asistencia: 10 000 espectadores Árbitro(s): Hugo Gronda (Argentina) | Asistencia: 10 000 espectadores Árbitro(s): Hugo Gronda (Argentina) |
| Chile presentó un reclamo debido a que Uruguay incluyó a dos futbolistas de raza negra en el partido (Isabelino Gradín y Juan Delgado), pero el reclamo fue desestimado. La prensa argentina bautizó la acrobacia «chilena». |                                                      |           |       |                                                                     |                                                                     |

| 12 de julio de 1916                                   | Uruguay                                 | 2:1 (0:1) | Brasil                 | Estadio GEBA, Buenos Aires                                       |                                                                  |
|                                                       | Isabelino Gradín 58' · José Tognola 77' |           | 8' Arthur Friedenreich | Asistencia: 20 000 espectadores Árbitro(s): Carlos Fanta (Chile) | Asistencia: 20 000 espectadores Árbitro(s): Carlos Fanta (Chile) |
| El entrenador Carlos Fanta tuvo que hacer de árbitro. |                                         |           |                        |                                                                  |                                                                  |

| 17 de julio de 1916 | Argentina | 0:0 | Uruguay | Estadio GEBA, Buenos Aires                                       |  |
| |           |     |         | Asistencia: 17 000 espectadores Árbitro(s): Carlos Fanta (Chile) |  |
| Partido suspendido a los 5 minutos por incidentes. El resto del encuentro se disputó al día siguiente en el Estadio de Racing Club. El entrenador Carlos Fanta tuvo que hacer de árbitro. Primera vuelta olímpica que se da en la Copa América. Primera vuelta olímpica de Uruguay. |           |     |         |                                                                  |  |

| 30 de septiembre de 1917 | Uruguay                                                | 4:0 (2:0) | Chile | Parque Pereira, Montevideo                                              |                                                                         |
|                          | Carlos Scarone 20', 62' (pen.) · Ángel Romano 44', 75' |           |       | Asistencia: 22 000 espectadores Árbitro(s): Germán Guassone (Argentina) | Asistencia: 22 000 espectadores Árbitro(s): Germán Guassone (Argentina) |

| 7 de octubre de 1917 | Uruguay                                                        | 4:0 (2:0) | Brasil | Parque Pereira, Montevideo                                              |                                                                         |
|                      | Héctor Scarone 8' · Ángel Romano 17', 77' · Carlos Scarone 86' |           |        | Asistencia: 21 000 espectadores Árbitro(s): Germán Guassone (Argentina) | Asistencia: 21 000 espectadores Árbitro(s): Germán Guassone (Argentina) |

| 14 de octubre de 1917 | Uruguay            | 1:0 (0:0) | Argentina | Parque Pereira, Montevideo                                           |                                                                      |
|                       | Héctor Scarone 62' |           |           | Asistencia: 40 000 espectadores Árbitro(s): Juan Livingstone (Chile) | Asistencia: 40 000 espectadores Árbitro(s): Juan Livingstone (Chile) |

| 13 de mayo de 1919 | Uruguay                                                        | 3:2 (2:1) | Argentina                                | Estádio das Laranjeiras, Río de Janeiro                                 |                                                                         |
|                    | Carlos Scarone 19' · Héctor Scarone 23' · Isabelino Gradín 85' |           | 34' Carlos Izaguirre · 79' Manuel Varela | Asistencia: 18 000 espectadores Árbitro(s): Robert L. Todd (Inglaterra) | Asistencia: 18 000 espectadores Árbitro(s): Robert L. Todd (Inglaterra) |

| 17 de mayo de 1919 | Uruguay                             | 2:0 (2:0) | Chile | Estádio das Laranjeiras, Río de Janeiro                             |                                                                     |
| | Carlos Scarone 31' · José Pérez 43' |           |       | Asistencia: 8000 espectadores Árbitro(s): Adilton Ponteado (Brasil) | Asistencia: 8000 espectadores Árbitro(s): Adilton Ponteado (Brasil) |
| En este partido, el arquero de Uruguay Roberto Chery sufrió una estrangulación de hernia, luego de evitar con mucho esfuerzo un gol de Chile tras haberse cobrado un tiro de esquina a favor de Chile; resultado que le provocaría la muerte 13 días después en un hospital de Río de Janeiro. |                                     |           |       |                                                                     |                                                                     |

| 26 de mayo de 1919 | Brasil        | 2:2 (1:2) | Uruguay                                   | Estádio das Laranjeiras, Río de Janeiro                                 |                                                                         |
|                    | Neco 29', 63' |           | 13' Isabelino Gradín · 17' Carlos Scarone | Asistencia: 23 000 espectadores Árbitro(s): Robert L. Todd (Inglaterra) | Asistencia: 23 000 espectadores Árbitro(s): Robert L. Todd (Inglaterra) |

| 29 de mayo de 1919 | Brasil                   | 1:0 (0:0, 0:0, 0:0) (t. s.) | Uruguay | Estádio das Laranjeiras, Río de Janeiro                                    |                                                                            |
| | Arthur Friedenreich 122' |                             |         | Asistencia: 35 000 espectadores Árbitro(s): Juan Pedro Barbera (Argentina) | Asistencia: 35 000 espectadores Árbitro(s): Juan Pedro Barbera (Argentina) |
| Al igualar en puntos, Brasil y Uruguay debieron jugar un partido de desempate. Se jugaron dos tiempos suplementarios de 30 minutos cada uno (este fue el primer partido en el que se utilizó el tiempo suplementario). Hasta la fecha, este es el partido más largo de la historia con 150 minutos de juego. Primera final de la Copa América. Primera final de la Copa América que se define en tiempo suplementario. Primera final disputada entre ambas selecciones. |                          |                             |         |                                                                            |                                                                            |

| 12 de septiembre de 1920 | Argentina           | 1:1 (0:1) | Uruguay             | Estadio Sporting, Viña del Mar                                        |                                                                       |
|                          | Raúl Echeverría 75' |           | 10' José Piendibene | Asistencia: 17 000 espectadores Árbitro(s): Francisco Jiménez (Chile) | Asistencia: 17 000 espectadores Árbitro(s): Francisco Jiménez (Chile) |

| 18 de septiembre de 1920                    | Uruguay                                                                                          | 6:0 (3:0) | Brasil | Estadio Sporting, Viña del Mar                                 |                                                                |
|                                             | Ángel Romano 23', 60' · Antonio Urdinarán 26' (pen.) · José Pérez 29', 65' · Antonio Campolo 48' |           |        | Asistencia: 9000 espectadores Árbitro(s): Carlos Fanta (Chile) | Asistencia: 9000 espectadores Árbitro(s): Carlos Fanta (Chile) |
| Mejor resultado de Uruguay frente a Brasil. |                                                                                                  |           |        |                                                                |                                                                |

| 3 de octubre de 1920 | Uruguay                           | 2:1 (1:0) | Chile                 | Estadio Sporting, Viña del Mar                                   |                                                                  |
|                      | Ángel Romano 37' · José Pérez 65' |           | 60' Aurelio Domínguez | Asistencia: 16 000 espectadores Árbitro(s): Carlos Fanta (Chile) | Asistencia: 16 000 espectadores Árbitro(s): Carlos Fanta (Chile) |

| 9 de octubre de 1921 | Paraguay                              | 2:1 (1:0) | Uruguay             | Estadio Sportivo Barracas, Buenos Aires  |                                          |
|                      | Gerardo Rivas 9' · Idefonso López 66' |           | 83' José Piendibene | Árbitro(s): Gerónimo Rapossi (Argentina) | Árbitro(s): Gerónimo Rapossi (Argentina) |

| 23 de octubre de 1921 | Uruguay             | 2:1 (1:0) | Brasil     | Estadio Sportivo Barracas, Buenos Aires       |                                               |
|                       | Ángel Romano 1', 8' |           | 53' Zezé I | Árbitro(s): Víctor Cabañas Saguier (Paraguay) | Árbitro(s): Víctor Cabañas Saguier (Paraguay) |

| 30 de octubre de 1921 | Argentina     | 1:0 (0:0) | Uruguay | Estadio Sportivo Barracas, Buenos Aires                           |                                                                   |
|                       | Libonatti 57' |           |         | Asistencia: 25 000 espectadores Árbitro(s): Pedro Santos (Brasil) | Asistencia: 25 000 espectadores Árbitro(s): Pedro Santos (Brasil) |

| 23 de septiembre de 1922 | Uruguay                                             | 2:0 (2:0) | Chile | Estadio das Laranjeiras, Río de Janeiro                                 |                                                                         |
|                          | Juan Carlos Heguy 1' · Antonio Urdinarán 19' (pen.) |           |       | Asistencia: 12 000 espectadores Árbitro(s): Francisco Andreu (Paraguay) | Asistencia: 12 000 espectadores Árbitro(s): Francisco Andreu (Paraguay) |

| 1 de octubre de 1922 | Brasil | 0:0 | Uruguay | Estadio das Laranjeiras, Río de Janeiro                                |  |
|                      |        |     |         | Asistencia: 30 000 espectadores Árbitro(s): Servando Pérez (Argentina) |  |

| 8 de octubre de 1922 | Uruguay            | 1:0 (1:0) | Argentina | Estadio das Laranjeiras, Río de Janeiro                           |                                                                   |
|                      | Felipe Buffoni 43' |           |           | Asistencia: 14 000 espectadores Árbitro(s): Pedro Santos (Brasil) | Asistencia: 14 000 espectadores Árbitro(s): Pedro Santos (Brasil) |

| 12 de octubre de 1922 | Paraguay           | 1:0 (1:0) | Uruguay | Estadio das Laranjeiras, Río de Janeiro                         |                                                                 |
|                       | Carlos Elizeche 7' |           |         | Asistencia: 3000 espectadores Árbitro(s): Pedro Santos (Brasil) | Asistencia: 3000 espectadores Árbitro(s): Pedro Santos (Brasil) |

| 4 de noviembre de 1923 | Uruguay                                | 2:0 (1:0) | Paraguay | Gran Parque Central, Montevideo                                        |                                                                        |
|                        | Héctor Scarone 11' · Pedro Petrone 88' |           |          | Asistencia: 20 000 espectadores Árbitro(s): Servando Pérez (Argentina) | Asistencia: 20 000 espectadores Árbitro(s): Servando Pérez (Argentina) |

| 25 de noviembre de 1923 | Uruguay                                | 2:1 (0:0) | Brasil   | Gran Parque Central, Montevideo                                        |                                                                        |
|                         | Pedro Petrone 56' · José Pedro Cea 75' |           | 59' Nilo | Asistencia: 20 000 espectadores Árbitro(s): Servando Pérez (Argentina) | Asistencia: 20 000 espectadores Árbitro(s): Servando Pérez (Argentina) |

| 2 de diciembre de 1923 | Uruguay                               | 2:0 (1:0) | Argentina | Gran Parque Central, Montevideo                                                 |                                                                                 |
|                        | Pedro Petrone 28' · Pascual Somma 88' |           |           | Asistencia: 22 000 espectadores Árbitro(s): Antônio Carneiro de Campos (Brasil) | Asistencia: 22 000 espectadores Árbitro(s): Antônio Carneiro de Campos (Brasil) |

| 19 de octubre de 1924 | Uruguay                                                            | 5:0 (1:0) | Chile | Gran Parque Central, Montevideo                                     |                                                                     |
|                       | Pedro Petrone 40', 53', 88' · Pedro Zingone 73' · Ángel Romano 78' |           |       | Asistencia: 15 000 espectadores Árbitro(s): Eduardo Jara (Paraguay) | Asistencia: 15 000 espectadores Árbitro(s): Eduardo Jara (Paraguay) |

| 26 de octubre de 1924 | Uruguay                                                   | 3:1 (2:0) | Paraguay                | Gran Parque Central, Montevideo                                    |                                                                    |
|                       | Pedro Petrone 28' · Ángel Romano 37' · José Pedro Cea 53' |           | 77' Pasiano Urbita Sosa | Asistencia: 14 000 espectadores Árbitro(s): Alberto Parodi (Chile) | Asistencia: 14 000 espectadores Árbitro(s): Alberto Parodi (Chile) |

| 2 de noviembre de 1924 | Uruguay | 0:0 | Argentina | Gran Parque Central, Montevideo                                  |  |
|                        |         |     |           | Asistencia: 20 000 espectadores Árbitro(s): Carlos Fanta (Chile) |  |

| 17 de octubre de 1926 | Chile                         | 1:3 (0:2) | Uruguay                                                  | Campos de Sports de Ñuñoa, Santiago                                    |                                                                        |
|                       | Guillermo Subiabre 68' (pen.) |           | 14' René Borjas · 40' Héctor Castro · 56' Héctor Scarone | Asistencia: 13 000 espectadores Árbitro(s): Pedro José Malbrán (Chile) | Asistencia: 13 000 espectadores Árbitro(s): Pedro José Malbrán (Chile) |

| 24 de octubre de 1926 | Uruguay                             | 2:0 (1:0) | Argentina | Campos de Sports de Ñuñoa, Santiago                                 |                                                                     |
|                       | René Borjas 41' · Héctor Castro 48' |           |           | Asistencia: 15 000 espectadores Árbitro(s): Miguel Barba (Paraguay) | Asistencia: 15 000 espectadores Árbitro(s): Miguel Barba (Paraguay) |

| 28 de octubre de 1926 | Uruguay                                                  | 6:0 (4:0) | Bolivia | Campos de Sports de Ñuñoa, Santiago                                      |                                                                          |
|                       | Héctor Scarone 9', 12', 28', 39', 81' · Ángel Romano 67' |           |         | Asistencia: 8000 espectadores Árbitro(s): Juan Pedro Barbera (Argentina) | Asistencia: 8000 espectadores Árbitro(s): Juan Pedro Barbera (Argentina) |

| 1 de noviembre de 1926 | Uruguay                                                             | 6:1 (3:0) | Paraguay                  | Campos de Sports de Ñuñoa, Santiago                                   |                                                                       |
|                        | Héctor Castro 17', 22', 37', 79' · Zoilo Saldombide 65' (pen.), 83' |           | 58' (pen.) Fleitas Solich | Asistencia: 12 000 espectadores Árbitro(s): Francisco Jiménez (Chile) | Asistencia: 12 000 espectadores Árbitro(s): Francisco Jiménez (Chile) |

| 1 de noviembre de 1927                                                         | Perú | 0:4 (0:0) | Uruguay                                                           | Estadio Nacional, Lima                                                      |                                                                             |
|                                                                                |      |           | 49' Roberto Figueroa · 52', 71' Antonio Sacco · 75' Héctor Castro | Asistencia: 22 000 espectadores Árbitro(s): Consolato Nay Foino (Argentina) | Asistencia: 22 000 espectadores Árbitro(s): Consolato Nay Foino (Argentina) |
| Primer partido jugado por Perú. Primera derrota de Perú en condición de local. |      |           |                                                                   |                                                                             |                                                                             |

| 6 de noviembre de 1927      | Uruguay | 9:0 (3:0) | Bolivia | Estadio Nacional, Lima                                            |                                                                   |
|                             | Pedro Petrone 18', 65', 81' · Roberto Figueroa 19', 67', 69' · Juan Pedro Arremón 43' · Héctor Castro 68' · Héctor Scarone 86' |           |         | Asistencia: 6000 espectadores Árbitro(s): Benjamín Fuentes (Perú) | Asistencia: 6000 espectadores Árbitro(s): Benjamín Fuentes (Perú) |
| Mejor resultado de Uruguay. | |           |         |                                                                   |                                                                   |

| 20 de noviembre de 1927 | Argentina                                                                 | 3:2 (0:1) | Uruguay                 | Estadio Nacional, Lima                                                |                                                                       |
|                         | Humberto Recanatini 56' (pen.) · Segundo Luna 70' · Adhemar Canavessi 85' |           | 33', 79' Héctor Scarone | Asistencia: 26 000 espectadores Árbitro(s): David Turner (Inglaterra) | Asistencia: 26 000 espectadores Árbitro(s): David Turner (Inglaterra) |

| 1 de noviembre de 1929 | Paraguay                                           | 3:0 (1:0) | Uruguay | Estadio Alvear y Tagle, Buenos Aires                               |                                                                    |
|                        | Aurelio González 16', 86' · Diógenes Domínguez 55' |           |         | Asistencia: 40 000 espectadores Árbitro(s): José Galli (Argentina) | Asistencia: 40 000 espectadores Árbitro(s): José Galli (Argentina) |

| 11 de noviembre de 1929 | Uruguay                                                    | 4:1 (3:0) | Perú                | Estadio Alvear y Tagle, Buenos Aires                                |                                                                     |
|                         | Lorenzo Fernández 21', 29', 43' · José Leandro Andrade 69' |           | Agustín Lizarbe 81' | Asistencia: 22 000 espectadores Árbitro(s): Miguel Barba (Paraguay) | Asistencia: 22 000 espectadores Árbitro(s): Miguel Barba (Paraguay) |

| 17 de noviembre de 1929 | Argentina                                | 2:0 (1:0) | Uruguay | Estadio Viejo Gasómetro, Buenos Aires                               |                                                                     |
|                         | Manuel Ferreira 14' · Mario Evaristo 77' |           |         | Asistencia: 60 000 espectadores Árbitro(s): Miguel Barba (Paraguay) | Asistencia: 60 000 espectadores Árbitro(s): Miguel Barba (Paraguay) |

| 13 de enero de 1935 | Uruguay           | 1:0 (0:0) | Perú | Estadio Nacional, Lima                                                 |                                                                        |
|                     | Héctor Castro 80' |           |      | Asistencia: 25 000 espectadores Árbitro(s): Humberto Reginatto (Chile) | Asistencia: 25 000 espectadores Árbitro(s): Humberto Reginatto (Chile) |

| 18 de enero de 1935 | Uruguay                | 2:1 (1:0) | Chile              | Estadio Nacional, Lima                                                |                                                                       |
|                     | Aníbal Ciocca 33', 55' |           | Carlos Giudice 54' | Asistencia: 13 000 espectadores Árbitro(s): José Artemio Serra (Perú) | Asistencia: 13 000 espectadores Árbitro(s): José Artemio Serra (Perú) |

| 27 de enero de 1935 | Uruguay                                                     | 3:0 (3:0) | Argentina | Estadio Nacional, Lima                                                 |                                                                        |
|                     | Héctor Castro 18' · Alberto Taboada 28' · Aníbal Ciocca 36' |           |           | Asistencia: 30 000 espectadores Árbitro(s): Humberto Reginatto (Chile) | Asistencia: 30 000 espectadores Árbitro(s): Humberto Reginatto (Chile) |

| 2 de enero de 1937 | Uruguay                  | 2:4 (2:3) | Paraguay                                                               | Estadio Viejo Gasómetro, Buenos Aires                                          |                                                                                |
|                    | Severino Varela 16', 28' |           | 9', 79' Amadeo Ortega · 35' Aurelio González · 38' (pen.) Adolfo Erico | Asistencia: 35 000 espectadores Árbitro(s): Virgílio Antônio Fedrighi (Brasil) | Asistencia: 35 000 espectadores Árbitro(s): Virgílio Antônio Fedrighi (Brasil) |

| 6 de enero de 1937 | Uruguay                                                                 | 4:2 (2:2) | Perú                                       | Estadio Viejo Gasómetro, Buenos Aires                               |                                                                     |
|                    | Adelaido Camaití 16' · Severino Varela 31', 56' · Juan Emilio Píriz 79' |           | 29' Lolo Fernández · 40' Adelfo Magallanes | Asistencia: 20 000 espectadores Árbitro(s): Aníbal Tejada (Uruguay) | Asistencia: 20 000 espectadores Árbitro(s): Aníbal Tejada (Uruguay) |

| 10 de enero de 1937 | Uruguay | 0:3 (0:1) | Chile                                     | Estadio Viejo Gasómetro, Buenos Aires                                         |                                                                               |
| |         |           | 17', 83' Raúl Toro · 59' Manuel Arancibia | Asistencia: 18 000 espectadores Árbitro(s): José Bartolomé Macías (Argentina) | Asistencia: 18 000 espectadores Árbitro(s): José Bartolomé Macías (Argentina) |
| En este partido se produjo la primera expulsión en la historia de la Copa América, se expulsó al uruguayo Juan Emilio Píriz. |         |           |                                           |                                                                               |                                                                               |

| 19 de enero de 1937 | Brasil                                       | 3:2 (1:1) | Uruguay                                        | Estadio Viejo Gasómetro, Buenos Aires                                         |                                                                               |
|                     | Carvalho Leite 36' · Bahia 72' · Niginho 77' |           | 1' Segundo Villadóniga · 66' Juan Emilio Píriz | Asistencia: 35 000 espectadores Árbitro(s): José Bartolomé Macías (Argentina) | Asistencia: 35 000 espectadores Árbitro(s): José Bartolomé Macías (Argentina) |

| 23 de enero de 1937 | Argentina                                  | 2:3 (0:1) | Uruguay                                                            | Estadio Viejo Gasómetro, Buenos Aires                              |                                                                    |
|                     | Francisco Varallo 63' · Alberto Zozaya 68' |           | 5' Eduardo Ithurbide · 51' Juan Emilio Píriz · 58' Severino Varela | Asistencia: 60 000 espectadores Árbitro(s): Alfredo Vargas (Chile) | Asistencia: 60 000 espectadores Árbitro(s): Alfredo Vargas (Chile) |

| 22 de enero de 1939 | Uruguay                                                                 | 6:0 (1:0) | Ecuador | Estadio Nacional, Lima                                            |                                                                   |
|                     | Roberto Porta 22' · Severino Varela 53', 55', 81' · Pedro Lago 65', 70' |           |         | Asistencia: 10 000 espectadores Árbitro(s): Enrique Cuenca (Perú) | Asistencia: 10 000 espectadores Árbitro(s): Enrique Cuenca (Perú) |

| 29 de enero de 1939 | Uruguay                                                          | 3:2 (2:2) | Chile                            | Estadio Nacional, Lima                                            |                                                                   |
|                     | Severino Varela 11' · Adelaido Camaití 30' · Óscar Chirimini 73' |           | 3' Raúl Muñoz · 39' Roberto Luco | Asistencia: 15 000 espectadores Árbitro(s): Enrique Cuenca (Perú) | Asistencia: 15 000 espectadores Árbitro(s): Enrique Cuenca (Perú) |

| 5 de febrero de 1939 | Uruguay                                                         | 3:1 (2:0) | Paraguay            | Estadio Nacional, Lima                                            |                                                                   |
|                      | Pedro Lago 14' · Severino Varela 40' (pen.) · Roberto Porta 66' |           | 59' Marcial Barrios | Asistencia: 10 000 espectadores Árbitro(s): Enrique Cuenca (Perú) | Asistencia: 10 000 espectadores Árbitro(s): Enrique Cuenca (Perú) |

| 12 de febrero de 1939 | Perú                                  | 2:1 (2:1) | Uruguay           | Estadio Nacional, Lima                                             |                                                                    |
|                       | Jorge Alcalde 7' · Víctor Bielich 35' |           | 44' Roberto Porta | Asistencia: 40 000 espectadores Árbitro(s): Alfredo Vargas (Chile) | Asistencia: 40 000 espectadores Árbitro(s): Alfredo Vargas (Chile) |

| 9 de febrero de 1941 | Uruguay                                                                                    | 6:0 (4:0) | Ecuador | Estadio Nacional, Santiago                                         |                                                                    |
|                      | Ismael Rivero 9', 23', 87' · Schubert Gambetta 16' · Roberto Porta 39' · Jorge Laurido 75' |           |         | Asistencia: 70.000 espectadores Árbitro(s): Alfredo Vargas (Chile) | Asistencia: 70.000 espectadores Árbitro(s): Alfredo Vargas (Chile) |

| 16 de febrero de 1941 | Uruguay                                 | 2:0 (1:0) | Chile | Estadio Nacional, Santiago                                                    |                                                                               |
|                       | Ubaldo Cruche 35' · Óscar Chirimini 78' |           |       | Asistencia: 70.000 espectadores Árbitro(s): José Bartolomé Macías (Argentina) | Asistencia: 70.000 espectadores Árbitro(s): José Bartolomé Macías (Argentina) |

| 23 de febrero de 1941 | Argentina          | 1:0 (0:0) | Uruguay | Estadio Nacional, Santiago                                         |                                                                    |
|                       | Antonio Sastre 53' |           |         | Asistencia: 48.000 espectadores Árbitro(s): Alfredo Vargas (Chile) | Asistencia: 48.000 espectadores Árbitro(s): Alfredo Vargas (Chile) |

| 26 de febrero de 1941 | Uruguay                                      | 2:0 (1:0) | Perú | Estadio Nacional, Santiago                                                    |                                                                               |
|                       | Juan Pedro Riephoff 37' · Obdulio Varela 70' |           |      | Asistencia: 20.000 espectadores Árbitro(s): José Bartolomé Macías (Argentina) | Asistencia: 20.000 espectadores Árbitro(s): José Bartolomé Macías (Argentina) |

| 10 de enero de 1942 | Uruguay | 6:1 (4:1) | Chile                | Estadio Centenario, Montevideo                                                |                                                                               |
|                     | Luis Ernesto Castro 7', 76' · Obdulio Varela 12' · Aníbal Ciocca 15' · Bibiano Zapirain 37' · Roberto Porta 54' |           | 1' Armando Contreras | Asistencia: 40 000 espectadores Árbitro(s): José Bartolomé Macías (Argentina) | Asistencia: 40 000 espectadores Árbitro(s): José Bartolomé Macías (Argentina) |

| 18 de enero de 1942 | Uruguay                                                                                             | 7:0 (7:0) | Ecuador | Estadio Centenario, Montevideo                                               |                                                                              |
|                     | Bibiano Zapirain 1' · Schubert Gambetta 13' · Severino Varela 16', 24' 29' · Roberto Porta 23', 42' |           |         | Asistencia: 45 000 espectadores Árbitro(s): Marcos Gerinalo Rojas (Paraguay) | Asistencia: 45 000 espectadores Árbitro(s): Marcos Gerinalo Rojas (Paraguay) |

| 24 de enero de 1942 | Uruguay             | 1:0 (1:0) | Brasil | Estadio Centenario, Montevideo                                                |                                                                               |
|                     | Severino Varela 32' |           |        | Asistencia: 55 000 espectadores Árbitro(s): Marcos Gerinaldo Rojas (Paraguay) | Asistencia: 55 000 espectadores Árbitro(s): Marcos Gerinaldo Rojas (Paraguay) |

| 28 de enero de 1942 | Uruguay                                                    | 3:1 (2:0) | Paraguay            | Estadio Centenario, Montevideo                                    |                                                                   |
|                     | Severino Varela 9' · Roberto Porta 26' · Aníbal Ciocca 65' |           | 58' Marcial Barrios | Asistencia: 40 000 espectadores Árbitro(s): Enrique Cuenca (Perú) | Asistencia: 40 000 espectadores Árbitro(s): Enrique Cuenca (Perú) |

| 1 de febrero de 1942 | Uruguay                                                           | 3:0 (0:0) | Perú | Estadio Centenario, Montevideo                                                |                                                                               |
|                      | Óscar Chirimini 47' · Luis Ernesto Castro 54' · Roberto Porta 77' |           |      | Asistencia: 40 000 espectadores Árbitro(s): José Bartolomé Macías (Argentina) | Asistencia: 40 000 espectadores Árbitro(s): José Bartolomé Macías (Argentina) |

| 7 de febrero de 1942 | Uruguay              | 1:0 (0:0) | Argentina | Estadio Centenario, Montevideo                                                |                                                                               |
|                      | Bibiano Zapirain 57' |           |           | Asistencia: 70 000 espectadores Árbitro(s): Marcos Gerinaldo Rojas (Paraguay) | Asistencia: 70 000 espectadores Árbitro(s): Marcos Gerinaldo Rojas (Paraguay) |

| 24 de enero de 1945 | Uruguay                                                             | 5:1 (2:1) | Ecuador           | Estadio Nacional, Santiago                                        |                                                                   |
|                     | Atilio García 1', 60', 83' · Roberto Porta 28' · Obdulio Varela 69' |           | 39' Víctor Aguayo | Asistencia: 70 000 espectadores Árbitro(s): Mário Vianna (Brasil) | Asistencia: 70 000 espectadores Árbitro(s): Mário Vianna (Brasil) |

| 28 de enero de 1945 | Uruguay | 7:0 (3:0) | Colombia | Estadio Nacional, Santiago                                        |                                                                   |
|                     | Atilio García 22', 89' · Juan Pedro Riephoff 25' · José García 37', 83' · José María Ortiz 75' · Roberto Porta 86' |           |          | Asistencia: 28 000 espectadores Árbitro(s): Mário Vianna (Brasil) | Asistencia: 28 000 espectadores Árbitro(s): Mário Vianna (Brasil) |

| 7 de febrero de 1945 | Brasil                          | 3:0 (3:0) | Uruguay | Estadio Nacional, Santiago                                                    |                                                                               |
|                      | Heleno 8', 32' · Rui Campos 20' |           |         | Asistencia: 60 000 espectadores Árbitro(s): José Bartolomé Macías (Argentina) | Asistencia: 60 000 espectadores Árbitro(s): José Bartolomé Macías (Argentina) |

| 15 de febrero de 1945 | Uruguay                                | 2:0 (1:0) | Bolivia | Estadio Nacional, Santiago                                        |                                                                   |
|                       | Nicolás Falero 26' · Roberto Porta 75' |           |         | Asistencia: 65 000 espectadores Árbitro(s): Mário Vianna (Brasil) | Asistencia: 65 000 espectadores Árbitro(s): Mário Vianna (Brasil) |

| 18 de febrero de 1945 | Chile               | 1:0 (1:0) | Uruguay | Estadio Nacional, Santiago                                                    |                                                                               |
|                       | Desiderio Medina 8' |           |         | Asistencia: 65 000 espectadores Árbitro(s): José Bartolomé Macías (Argentina) | Asistencia: 65 000 espectadores Árbitro(s): José Bartolomé Macías (Argentina) |

| 25 de febrero de 1945 | Argentina           | 1:0 (0:0) | Uruguay | Estadio Nacional, Santiago                                         |                                                                    |
|                       | Rinaldo Martino 50' |           |         | Asistencia: 75 000 espectadores Árbitro(s): Juan Las Heras (Chile) | Asistencia: 75 000 espectadores Árbitro(s): Juan Las Heras (Chile) |

| 16 de enero de 1946 | Uruguay               | 1:0 (1:0) | Chile | Estadio Viejo Gasómetro, Buenos Aires                             |                                                                   |
|                     | José María Medina 34' |           |       | Asistencia: 50.000 espectadores Árbitro(s): Mário Vianna (Brasil) | Asistencia: 50.000 espectadores Árbitro(s): Mário Vianna (Brasil) |

| 23 de enero de 1946 | Brasil                                | 4:3 (4:2) | Uruguay                                               | Estadio Viejo Gasómetro, Buenos Aires                                     |                                                                           |
|                     | Jair 1', 16' · Heleno 39' · Chico 44' |           | 25', 70' José María Medina · 37' José Antonio Vázquez | Asistencia: 40.000 espectadores Árbitro(s): Cayetano de Nicola (Paraguay) | Asistencia: 40.000 espectadores Árbitro(s): Cayetano de Nicola (Paraguay) |

| 29 de enero de 1946 | Uruguay                                               | 5:0 (3:0) | Bolivia | Estadio La Doble Visera, Buenos Aires                              |                                                                    |
|                     | José María Medina 1', 25', 30', 78' · José García 75' |           |         | Asistencia: 30.000 espectadores Árbitro(s): Higinio Madrid (Chile) | Asistencia: 30.000 espectadores Árbitro(s): Higinio Madrid (Chile) |

| 2 de febrero de 1946 | Argentina                                                      | 3:1 (1:0) | Uruguay                 | Estadio Viejo Gasómetro, Buenos Aires                             |                                                                   |
|                      | Adolfo Pedernera 32' · Ángel Labruna 46' · Norberto Méndez 72' |           | 59' Juan Pedro Riephoff | Asistencia: 80.000 espectadores Árbitro(s): Mário Vianna (Brasil) | Asistencia: 80.000 espectadores Árbitro(s): Mário Vianna (Brasil) |

| 8 de febrero de 1946 | Paraguay                                          | 2:1 (1:0) | Uruguay                 | Estadio Viejo Gasómetro, Buenos Aires                             |                                                                   |
|                      | Juan Bautista Villalba 37' · Albino Rodríguez 75' |           | 58' Julio César Ramírez | Asistencia: 18.000 espectadores Árbitro(s): Mário Vianna (Brasil) | Asistencia: 18.000 espectadores Árbitro(s): Mário Vianna (Brasil) |

| 2 de diciembre de 1947 | Uruguay                                     | 2:0 (1:0) | Colombia | Estadio George Capwell, Guayaquil                                         |                                                                           |
|                        | Nicolás Falero 26' · Julio César Britos 61' |           |          | Asistencia: 20 000 espectadores Árbitro(s): Juan José Álvarez (Argentina) | Asistencia: 20 000 espectadores Árbitro(s): Juan José Álvarez (Argentina) |

| 6 de diciembre de 1947 | Uruguay | 6:0 (3:0) | Chile | Estadio George Capwell, Guayaquil                                         |                                                                           |
|                        | Raúl Sarro 9', 42' · Nicolás Falero 39' · Schubert Gambetta 68' · Washington Puente 88' · Héctor Magliano 89' |           |       | Asistencia: 20 000 espectadores Árbitro(s): Juan José Álvarez (Argentina) | Asistencia: 20 000 espectadores Árbitro(s): Juan José Álvarez (Argentina) |

| 9 de diciembre de 1947 | Uruguay                                      | 3:0 (1:0) | Bolivia | Estadio George Capwell, Guayaquil                                       |                                                                         |
|                        | Héctor Magliano 9' · Nicolás Falero 50', 79' |           |         | Asistencia: 15 000 espectadores Árbitro(s): Mario Rubén Heyn (Paraguay) | Asistencia: 15 000 espectadores Árbitro(s): Mario Rubén Heyn (Paraguay) |

| 13 de diciembre de 1947 | Uruguay                                     | 2:4 (1:0) | Paraguay                                                                   | Estadio George Capwell, Guayaquil                                            |                                                                              |
|                         | Héctor Magliano 3' · Julio César Britos 47' |           | 52', 79' Alejandro Genés · 76' Leocadio Marín · 89' Juan Bautista Villalba | Asistencia: 18 000 espectadores Árbitro(s): Luis Alberto Fernández (Uruguay) | Asistencia: 18 000 espectadores Árbitro(s): Luis Alberto Fernández (Uruguay) |

| 16 de diciembre de 1947 | Uruguay                                                                                     | 6:1 (5:0) | Ecuador           | Estadio George Capwell, Guayaquil                                          |                                                                            |
|                         | Héctor Magliano 19' · Raúl Sarro 21', 24' · Nicolás Falero 28', 35' · Washington Puente 88' |           | 51' César Garnica | Asistencia: 30 000 espectadores Árbitro(s): Víctor Francisco Rivas (Chile) | Asistencia: 30 000 espectadores Árbitro(s): Víctor Francisco Rivas (Chile) |

| 26 de diciembre de 1947 | Uruguay            | 1:0 (0:0) | Perú | Estadio George Capwell, Guayaquil                                         |                                                                           |
|                         | Nicolás Falero 74' |           |      | Asistencia: 6,000 espectadores Árbitro(s): Víctor Francisco Rojas (Chile) | Asistencia: 6,000 espectadores Árbitro(s): Víctor Francisco Rojas (Chile) |

| 28 de diciembre de 1947 | Argentina                                    | 3:1 (1:0) | Uruguay                | Estadio George Capwell, Guayaquil                                       |                                                                         |
|                         | Norberto Méndez 30', 46' · Félix Loustau 85' |           | 74' Julio César Britos | Asistencia: 25,000 espectadores Árbitro(s): Mario Rubén Hayn (Paraguay) | Asistencia: 25,000 espectadores Árbitro(s): Mario Rubén Hayn (Paraguay) |

| 13 de abril de 1949 | Uruguay                                   | 3:2 (2:2) | Ecuador                              | Estadio São Januário, Río de Janeiro                                         |                                                                              |
|                     | Ramón Castro 15', 85' · Nelson Moreno 30' |           | 35' Víctor Arteaga · 40' José Vargas | Asistencia: 30 000 espectadores Árbitro(s): Alberto da Gama Malcher (Brasil) | Asistencia: 30 000 espectadores Árbitro(s): Alberto da Gama Malcher (Brasil) |

| 17 de abril de 1949 | Uruguay                                 | 2:3 (0:0) | Bolivia                                                                 | Estadio São Januário, Río de Janeiro                                       |                                                                            |
|                     | Dagoberto Moll 49' · Esteban Suárez 70' |           | 47' (pen.) Víctor Ugarte · 57' Víctor Algañaraz · 66' Benigno Gutiérrez | Asistencia: 8000 espectadores Árbitro(s): Alberto da Gama Malcher (Brasil) | Asistencia: 8000 espectadores Árbitro(s): Alberto da Gama Malcher (Brasil) |

| 20 de abril de 1949 | Uruguay                    | 2:1 (1:0) | Paraguay                 | Estadio Pacaembú, São Paulo                                                 |                                                                             |
|                     | José María García 22', 69' |           | 65' (pen.) Dionisio Arce | Asistencia: 20 000 espectadores Árbitro(s): Cyril Jack Barrick (Inglaterra) | Asistencia: 20 000 espectadores Árbitro(s): Cyril Jack Barrick (Inglaterra) |

| 25 de abril de 1949 | Uruguay                              | 2:2 (0:1) | Colombia                                | Estadio Pacaembú, São Paulo                                                  |                                                                              |
|                     | Miguel Martínez 57' · Juan Ayala 86' |           | 27' Luz Gastelbondo · 81' Alfredo Pérez | Asistencia: 14 000 espectadores Árbitro(s): Alberto da Gama Malcher (Brasil) | Asistencia: 14 000 espectadores Árbitro(s): Alberto da Gama Malcher (Brasil) |

| 30 de abril de 1949 | Uruguay          | 1:5 (1:3) | Brasil                                                                                   | Estadio São Januário, Río de Janeiro                                         |                                                                              |
|                     | Ramón Castro 12' |           | 15', 30' (pen.) Jair Rosa Pinto · 24' Zizinho · 79' Danilo Alvim · 89' (pen.) Tesourinha | Asistencia: 45 000 espectadores Árbitro(s): Alberto da Gama Malcher (Brasil) | Asistencia: 45 000 espectadores Árbitro(s): Alberto da Gama Malcher (Brasil) |

| 4 de mayo de 1949 | Perú                                                                      | 4:3 (2:0) | Uruguay                                                | Estadio General Severiano, Río de Janeiro                             |                                                                       |
|                   | Alfredo Mosquera 19' · Félix Castillo 43' · Carlos Gómez Sánchez 57', 60' |           | 58' Dagoberto Moll · 60' Ramón Castro · 85' Juan Ayala | Asistencia: 30 000 espectadores Árbitro(s): Alfredo Álvarez (Bolivia) | Asistencia: 30 000 espectadores Árbitro(s): Alfredo Álvarez (Bolivia) |

| 8 de mayo de 1949 | Chile                                                   | 3:1 (0:1) | Uruguay        | Estadio Independência, Belo Horizonte                             |                                                                   |
|                   | Raimundo Infante 75', 83' (pen.) · Atilio Cremaschi 88' |           | 35' Juan Ayala | Asistencia: 5000 espectadores Árbitro(s): Mário Gardelli (Brasil) | Asistencia: 5000 espectadores Árbitro(s): Mário Gardelli (Brasil) |

| 25 de febrero de 1953 | Uruguay                                   | 2:0 (1:0) | Bolivia | Estadio Nacional, Lima                                                |                                                                       |
|                       | Washington Puente 11' · Carlos Romero 88' |           |         | Asistencia: 45 000 espectadores Árbitro(s): Charles Dean (Inglaterra) | Asistencia: 45 000 espectadores Árbitro(s): Charles Dean (Inglaterra) |

| 1 de marzo de 1953 | Chile                         | 3:2 (1:0) | Uruguay                                 | Estadio Nacional, Lima                                                    |                                                                           |
|                    | Francisco Molina 5', 55', 67' |           | 70' Walter Morel · 81' Osvaldo Balseiro | Asistencia: 45 000 espectadores Árbitro(s): Richard Maddison (Inglaterra) | Asistencia: 45 000 espectadores Árbitro(s): Richard Maddison (Inglaterra) |

| 12 de marzo de 1953 | Paraguay                          | 2:2 (1:1) | Uruguay                   | Estadio Nacional, Lima                                                 |                                                                        |
|                     | Atilio López 5' · Ángel Berni 52' |           | 36', 55' Osvaldo Balseiro | Asistencia: 35 000 espectadores Árbitro(s): David Gregory (Inglaterra) | Asistencia: 35 000 espectadores Árbitro(s): David Gregory (Inglaterra) |

| 15 de marzo de 1953 | Brasil       | 1:0 (0:0) | Uruguay | Estadio Nacional, Lima                                                   |                                                                          |
|                     | Ipojucan 87' |           |         | Asistencia: 45 000 espectadores Árbitro(s): Charles McKenna (Inglaterra) | Asistencia: 45 000 espectadores Árbitro(s): Charles McKenna (Inglaterra) |

| 23 de marzo de 1953 | Uruguay | 6:0 (1:0) | Ecuador | Estadio Nacional, Lima                                                 |                                                                        |
|                     | Omar Méndez 12' · Washington Puente 51' · Donald Peláez 58' · Walter Morel 60' · Carlos Romero 86' · Osvaldo Balseiro 88' |           |         | Asistencia: 35 000 espectadores Árbitro(s): David Gregory (Inglaterra) | Asistencia: 35 000 espectadores Árbitro(s): David Gregory (Inglaterra) |

| 28 de marzo de 1953 | Uruguay                                    | 3:0 (1:0) | Perú | Estadio Nacional, Lima                                            |                                                                   |
|                     | Donald Peláez 23', 67' · Carlos Romero 71' |           |      | Asistencia: 45 000 espectadores Árbitro(s): Mário Vianna (Brasil) | Asistencia: 45 000 espectadores Árbitro(s): Mário Vianna (Brasil) |

| 9 de marzo de 1955 | Uruguay                                                             | 3:1 (2:1) | Paraguay         | Estadio Nacional, Santiago                                                |                                                                           |
|                    | Carlos Borges 2' · Julio César Abbadie 5' · Óscar Míguez 86' (pen.) |           | 23' Máximo Rolón | Asistencia: 48 000 espectadores Árbitro(s): Juan Regis Brozzi (Argentina) | Asistencia: 48 000 espectadores Árbitro(s): Juan Regis Brozzi (Argentina) |

| 13 de marzo de 1955 | Chile                                     | 2:2 (1:2) | Uruguay                 | Estadio Nacional, Santiago                                                |                                                                           |
|                     | Manuel Muñoz 30' · Enrique Hormazábal 72' |           | 24', 41' Américo Galván | Asistencia: 50,000 espectadores Árbitro(s): Juan Regis Brozzi (Argentina) | Asistencia: 50,000 espectadores Árbitro(s): Juan Regis Brozzi (Argentina) |

| 18 de marzo de 1955 | Uruguay                                                                               | 5:1 (3:1) | Ecuador                  | Estadio Nacional, Santiago                                              |                                                                         |
|                     | Américo Galván 4' · Óscar Míguez 12' · Julio César Abbadie 26', 80' · Julio Pérez 54' |           | 36' (pen.) Isidro Matute | Asistencia: 25,000 espectadores Árbitro(s): Roberto González (Paraguay) | Asistencia: 25,000 espectadores Árbitro(s): Roberto González (Paraguay) |

| 23 de marzo de 1955 | Uruguay          | 1:6 (1:2) | Argentina                                                                 | Estadio Nacional, Santiago                                             |                                                                        |
|                     | Óscar Míguez 32' |           | 37', 61' Rodolfo Micheli · 39', 71', 87' Ángel Labruna · 76' José Borello | Asistencia: 35 000 espectadores Árbitro(s): Juan Carlos Robles (Chile) | Asistencia: 35 000 espectadores Árbitro(s): Juan Carlos Robles (Chile) |

| 25 de marzo de 1955 | Uruguay          | 1:2 (0:1) | Perú                                           | Estadio Nacional, Santiago                                             |                                                                        |
|                     | Walter Morel 72' |           | 11' Roberto Castillo · 68' Óscar Gómez Sánchez | Asistencia: 65 000 espectadores Árbitro(s): Juan Carlos Robles (Chile) | Asistencia: 65 000 espectadores Árbitro(s): Juan Carlos Robles (Chile) |

| 21 de enero de 1956 | Uruguay                                                           | 4:2 (3:0) | Paraguay                             | Estadio Centenario, Montevideo                                            |                                                                           |
|                     | Óscar Míguez 12' · Guillermo Escalada 25', 32' · Walter Roque 65' |           | 81' Máximo Rolón · 89' Antonio Gómez | Asistencia: 55 000 espectadores Árbitro(s): Juan Regis Brozzi (Argentina) | Asistencia: 55 000 espectadores Árbitro(s): Juan Regis Brozzi (Argentina) |

| 28 de enero de 1956 | Uruguay                                   | 2:0 (1:0) | Perú | Estadio Centenario, Montevideo                                            |                                                                           |
|                     | Guillermo Escalada 42' · Óscar Míguez 73' |           |      | Asistencia: 70 000 espectadores Árbitro(s): Cayetano de Nicola (Paraguay) | Asistencia: 70 000 espectadores Árbitro(s): Cayetano de Nicola (Paraguay) |

| 6 de febrero de 1956 | Uruguay                              | 2:1 (1:0) | Chile                   | Estadio Centenario, Montevideo                                            |                                                                           |
|                      | Óscar Míguez 12' · Carlos Borges 58' |           | 59' Jaime Ramírez Banda | Asistencia: 60 000 espectadores Árbitro(s): Juan Regis Brozzi (Argentina) | Asistencia: 60 000 espectadores Árbitro(s): Juan Regis Brozzi (Argentina) |

| 10 de febrero de 1956 | Uruguay | 0:0 | Brasil | Estadio Centenario, Montevideo                                            |  |
|                       |         |     |        | Asistencia: 80 000 espectadores Árbitro(s): Juan Regis Brozzi (Argentina) |  |

| 15 de febrero de 1956 | Uruguay            | 1:0 (1:0) | Argentina | Estadio Centenario, Montevideo                                            |                                                                           |
|                       | Javier Ambrois 23' |           |           | Asistencia: 80 000 espectadores Árbitro(s): Cayetano de Nicola (Paraguay) | Asistencia: 80 000 espectadores Árbitro(s): Cayetano de Nicola (Paraguay) |

| 7 de marzo de 1957 | Uruguay                                                   | 5:2 (2:2) | Ecuador                      | Estadio Nacional, Lima                                             |                                                                    |
|                    | Javier Ambrois 26', 29' (pen.), 57', 74' · José Sasía 87' |           | 12', 40' (pen.) Jorge Larraz | Asistencia: 50 000 espectadores Árbitro(s): Erwin Hieger (Austria) | Asistencia: 50 000 espectadores Árbitro(s): Erwin Hieger (Austria) |

| 17 de marzo de 1957 | Colombia          | 1:0 (1:0) | Uruguay | Estadio Nacional, Lima                                            |                                                                   |
|                     | Carlos Arango 28' |           |         | Asistencia: 50 000 espectadores Árbitro(s): Diego Di Leo (Italia) | Asistencia: 50 000 espectadores Árbitro(s): Diego Di Leo (Italia) |

| 20 de marzo de 1957 | Argentina                                                              | 4:0 (1:0) | Uruguay | Estadio Nacional, Lima                                             |                                                                    |
|                     | Humberto Maschio 7', 73' · Antonio Angelillo 48' · José Sanfilippo 83' |           |         | Asistencia: 40 000 espectadores Árbitro(s): Erwin Hieger (Austria) | Asistencia: 40 000 espectadores Árbitro(s): Erwin Hieger (Austria) |

| 23 de marzo de 1957 | Perú                                                        | 3:5 (1:2) | Uruguay                                                 | Estadio Nacional, Lima                                                 |                                                                        |
|                     | Alberto Terry 3' · Juan Seminario 81' · Máximo Mosquera 83' |           | 22', 48', 60', 75' Javier Ambrois · 26' Carlos Carranza | Asistencia: 55 000 espectadores Árbitro(s): Bertley Cross (Inglaterra) | Asistencia: 55 000 espectadores Árbitro(s): Bertley Cross (Inglaterra) |

| 28 de marzo de 1957 | Uruguay                                        | 3:2 (3:0) | Brasil                         | Estadio Nacional, Lima                                             |                                                                    |
|                     | Norberto Campero 15', 23' · Javier Ambrois 17' |           | 68' Evaristo Macedo · 70' Didí | Asistencia: 50 000 espectadores Árbitro(s): Erwin Hieger (Austria) | Asistencia: 50 000 espectadores Árbitro(s): Erwin Hieger (Austria) |

| 1 de abril de 1957 | Uruguay                                 | 2:0 (2:0) | Chile | Estadio Nacional, Lima                                             |                                                                    |
| | Norberto Campero 28' · Walter Roque 40' |           |       | Asistencia: 40 000 espectadores Árbitro(s): Erwin Hieger (Austria) | Asistencia: 40 000 espectadores Árbitro(s): Erwin Hieger (Austria) |
| Partido suspendido a los 43 minutos por invasión al campo de juego por parte de los hinchas chilenos que buscaban agredir a los futbolistas uruguayos, especialmente a Javier Ambrois. El resultado se mantuvo igual. |                                         |           |       |                                                                    |                                                                    |

| 8 de marzo de 1959 | Uruguay | 7:0 (3:0) | Bolivia | Estadio Monumental, Buenos Aires                                             |                                                                              |
|                    | José Sasía 5' · Guillermo Escalada 12' · Víctor Homero Guaglianone 17' · Carlos Borges 60', 65' · Vladas Douksas 69' · Domingo Pérez 89' |           |         | Asistencia: 35 000 espectadores Árbitro(s): Alberto da Gama Malcher (Brasil) | Asistencia: 35 000 espectadores Árbitro(s): Alberto da Gama Malcher (Brasil) |

| 14 de marzo de 1959 | Perú                                            | 5:3 (4:2) | Uruguay                                                 | Estadio Monumental, Buenos Aires                                       |                                                                        |
|                     | Miguel Loayza 4', 27', 42' · Juan Joya 29', 79' |           | 2' Héctor Demarco · 31' Vladas Douksas · 81' José Sasía | Asistencia: 40 000 espectadores Árbitro(s): Juan Carlos Robles (Chile) | Asistencia: 40 000 espectadores Árbitro(s): Juan Carlos Robles (Chile) |

| 18 de marzo de 1959 | Uruguay                                                 | 3:1 (2:0) | Paraguay        | Estadio Monumental, Buenos Aires                                       |                                                                        |
|                     | Héctor Demarco 2' · Vladas Douksas 37' · José Sasía 85' |           | 77' José Aveiro | Asistencia: 70 000 espectadores Árbitro(s): Juan Carlos Robles (Chile) | Asistencia: 70 000 espectadores Árbitro(s): Juan Carlos Robles (Chile) |

| 26 de marzo de 1959 | Brasil                       | 3:1 (0:1) | Uruguay                | Estadio Monumental, Buenos Aires                                       |                                                                        |
|                     | Paulo Valentim 62', 80', 89' |           | 36' Guillermo Escalada | Asistencia: 70 000 espectadores Árbitro(s): Juan Carlos Robles (Chile) | Asistencia: 70 000 espectadores Árbitro(s): Juan Carlos Robles (Chile) |

| 30 de marzo de 1959 | Argentina                                              | 4:1 (1:0) | Uruguay            | Estadio Monumental, Buenos Aires                                      |                                                                       |
|                     | Raúl Oscar Belén 15', 60' · Héctor Rubén Sosa 55', 80' |           | 85' Héctor Demarco | Asistencia: 80 000 espectadores Árbitro(s): Isidro Ramírez (Paraguay) | Asistencia: 80 000 espectadores Árbitro(s): Isidro Ramírez (Paraguay) |

| 2 de abril de 1959 | Chile                   | 1:0 (0:0) | Uruguay | Estadio Monumental, Buenos Aires                                      |                                                                       |
|                    | Mario Moreno Burgos 88' |           |         | Asistencia: 5000 espectadores Árbitro(s): Alberto Tejada Burga (Perú) | Asistencia: 5000 espectadores Árbitro(s): Alberto Tejada Burga (Perú) |

| 6 de diciembre de 1959                                    | Ecuador | 0:4 (0:2) | Uruguay                                                                                     | Estadio Modelo, Guayaquil                                                   |                                                                             |
|                                                           |         |           | 1' (pen.) Alcides Silveira · 28' Guillermo Escalada · 46' Mario Bergara · 52' Domingo Pérez | Asistencia: 55 000 espectadores Árbitro(s): José Luis Praddaude (Argentina) | Asistencia: 55 000 espectadores Árbitro(s): José Luis Praddaude (Argentina) |
| Suspendido a los 80 minutos por incidentes en el público. |         |           |                                                                                             |                                                                             |                                                                             |

| 12 de diciembre de 1959 | Uruguay                                                     | 3:0 (0:0) | Brasil | Estadio Modelo, Guayaquil                                                   |                                                                             |
|                         | Guillermo Escalada 49' · Mario Bergara 67' · José Sasía 75' |           |        | Asistencia: 55 000 espectadores Árbitro(s): José Luis Praddaude (Argentina) | Asistencia: 55 000 espectadores Árbitro(s): José Luis Praddaude (Argentina) |

| 16 de diciembre de 1959 | Uruguay                                                                          | 5:0 (3:0) | Argentina | Estadio Modelo, Guayaquil                                                |                                                                          |
|                         | Alcides Silveira 9' (pen.), 55' (pen.) · Mario Bergara 15', 64' · José Sasía 25' |           |           | Asistencia: 50 000 espectadores Árbitro(s): José Gomes Sobrinho (Brasil) | Asistencia: 50 000 espectadores Árbitro(s): José Gomes Sobrinho (Brasil) |

| 22 de diciembre de 1959 | Uruguay        | 1:1 (0:1) | Paraguay          | Estadio Modelo, Guayaquil                                                   |                                                                             |
|                         | José Sasía 88' |           | 32' Silvio Parodi | Asistencia: 45 000 espectadores Árbitro(s): José Luis Praddaude (Argentina) | Asistencia: 45 000 espectadores Árbitro(s): José Luis Praddaude (Argentina) |

| 17 de enero de 1967 | Uruguay                                                                                 | 4:0 (2:0) | Bolivia | Estadio Centenario, Montevideo                             |                                                            |
|                     | Pedro Rocha 5' · Julio Montero Castillo 44' · Roberto Troncoso 55' · Jorge Oyarbide 81' |           |         | Asistencia: 15 000 espectadores Árbitro(s): Isidro Ramírez | Asistencia: 15 000 espectadores Árbitro(s): Isidro Ramírez |

| 21 de enero de 1967 | Uruguay                                           | 4:0 (2:0) | Venezuela | Estadio Centenario, Montevideo                                |                                                               |
|                     | José Urruzmendi 5', 34' · Jorge Oyarbide 62', 68' |           |           | Asistencia: 7 000 espectadores Árbitro(s): Eunápio de Queiroz | Asistencia: 7 000 espectadores Árbitro(s): Eunápio de Queiroz |

| 26 de enero de 1967 | Uruguay                                     | 2:2 (1:2) | Chile                                | Estadio Centenario, Montevideo                             |                                                            |
|                     | Pedro Rocha 15' (pen.) · Jorge Oyarbide 68' |           | 2' Julio Gallardo · 37' Rubén Marcos | Asistencia: 30 000 espectadores Árbitro(s): Isidro Ramírez | Asistencia: 30 000 espectadores Árbitro(s): Isidro Ramírez |

| 29 de enero de 1967 | Uruguay                                 | 2:0 (1:0) | Paraguay | Estadio Centenario, Montevideo                         |                                                        |
|                     | Domingo Pérez 32' · José Urruzmendi 66' |           |          | Asistencia: 17 000 espectadores Árbitro(s): Mario Gasc | Asistencia: 17 000 espectadores Árbitro(s): Mario Gasc |

| 2 de febrero de 1967 | Uruguay         | 1:0 (0:0) | Argentina | Estadio Centenario, Montevideo                         |                                                        |
|                      | Pedro Rocha 74' |           |           | Asistencia: 65 000 espectadores Árbitro(s): Mario Gasc | Asistencia: 65 000 espectadores Árbitro(s): Mario Gasc |

| 21 de septiembre de 1975 | Colombia                                                        | 3:0 (0:0) | Uruguay | El Campín, Bogotá                                               |                                                                 |
|                          | Édgar Angulo 53' · Willington Ortiz 70' · José Ernesto Díaz 90' |           |         | Asistencia: 55 000 espectadores Árbitro(s): César Orozco (Perú) | Asistencia: 55 000 espectadores Árbitro(s): César Orozco (Perú) |

| 1 de octubre de 1975 | Uruguay             | 1:0 (1:0) | Colombia | Estadio Centenario, Montevideo                                        |                                                                       |
| | Fernando Morena 17' |           |          | Asistencia: 70 000 espectadores Árbitro(s): Rafael Hormazábal (Chile) | Asistencia: 70 000 espectadores Árbitro(s): Rafael Hormazábal (Chile) |
| A pesar de que ambas selecciones terminaron igualadas en puntos, Colombia clasifica a la final por tener mejor diferencia de goles. |                     |           |          |                                                                       |                                                                       |

| 5 de septiembre de 1979 | Ecuador                                  | 2:1 (2:0) | Uruguay                | Estadio Olímpico Atahualpa, Quito                                        |                                                                          |
|                         | Mario Tenorio 6' · Jorge Luis Alarcón 9' |           | 79' Waldemar Victorino | Asistencia: 30 000 espectadores Árbitro(s): Romualdo Arpi Filho (Brasil) | Asistencia: 30 000 espectadores Árbitro(s): Romualdo Arpi Filho (Brasil) |

| 16 de septiembre de 1979 | Uruguay                                         | 2:1 (1:0) | Ecuador     | Estadio Centenario, Montevideo                                      |                                                                     |
|                          | Alberto Bica 4' · Waldemar Victorino 57' (pen.) |           | 77' Klinger | Asistencia: 25 000 espectadores Árbitro(s): Oscar Scolfaro (Brasil) | Asistencia: 25 000 espectadores Árbitro(s): Oscar Scolfaro (Brasil) |

| 20 de septiembre de 1979 | Paraguay | 0:0 | Uruguay | Defensores del Chaco, Asunción                                     |  |
|                          |          |     |         | Asistencia: 25 000 espectadores Árbitro(s): Sergio Vásquez (Chile) |  |

| 26 de septiembre de 1979 | Uruguay                                | 2:2 (0:1) | Paraguay               | Estadio Centenario, Montevideo                                        |                                                                       |
|                          | Denis Milar 54' (pen.) · Rubén Paz 83' |           | 34', 88' Eugenio Morel | Asistencia: 18 000 espectadores Árbitro(s): Edison Pérez Núñez (Perú) | Asistencia: 18 000 espectadores Árbitro(s): Edison Pérez Núñez (Perú) |

| 1 de septiembre de 1983 | Uruguay                                          | 2:1 (1:0) | Chile                    | Estadio Centenario, Montevideo                                            |                                                                           |
|                         | Eduardo Acevedo 45' · Fernando Morena 63' (pen.) |           | 76' Juan Carlos Orellana | Asistencia: 30 000 espectadores Árbitro(s): Arnaldo Cézar Coelho (Brasil) | Asistencia: 30 000 espectadores Árbitro(s): Arnaldo Cézar Coelho (Brasil) |

| 4 de septiembre de 1983 | Uruguay                                                               | 3:0 (1:0) | Venezuela | Estadio Centenario, Montevideo                                          |                                                                         |
|                         | Wilmar Cabrera 35' · Fernando Morena 51' (pen.) · Arsenio Luzardo 68' |           |           | Asistencia: 60 000 espectadores Árbitro(s): Gabriel González (Paraguay) | Asistencia: 60 000 espectadores Árbitro(s): Gabriel González (Paraguay) |

| 11 de septiembre de 1983 | Chile                                      | 2:0 (1:0) | Uruguay | Estadio Nacional, Santiago                                            |                                                                       |
|                          | Rodolfo Dubó 9' · Juan Carlos Letelier 80' |           |         | Asistencia: 55 000 espectadores Árbitro(s): Teodoro Nitti (Argentina) | Asistencia: 55 000 espectadores Árbitro(s): Teodoro Nitti (Argentina) |

| 18 de septiembre de 1983 | Venezuela        | 1:2 (0:0) | Uruguay                                    | Estadio Brígido Iriarte, Caracas                                   |                                                                    |
|                          | Pedro Febles 77' |           | 74' Alberto Santelli · 87' Carlos Aguilera | Asistencia: 3 000 espectadores Árbitro(s): Carlos Montalván (Perú) | Asistencia: 3 000 espectadores Árbitro(s): Carlos Montalván (Perú) |

| 13 de octubre de 1983 | Perú | 0:1 (0:0) | Uruguay             | Estadio Nacional, Lima                                             |                                                                    |
|                       |      |           | 65' Carlos Aguilera | Asistencia: 28 000 espectadores Árbitro(s): Sergio Vásquez (Chile) | Asistencia: 28 000 espectadores Árbitro(s): Sergio Vásquez (Chile) |

| 20 de octubre de 1983 | Uruguay            | 1:1 (0:1) | Perú                  | Estadio Centenario, Montevideo                                            |                                                                           |
|                       | Wilmar Cabrera 49' |           | 24' Eduardo Malásquez | Asistencia: 58 000 espectadores Árbitro(s): Arturo Ithurralde (Argentina) | Asistencia: 58 000 espectadores Árbitro(s): Arturo Ithurralde (Argentina) |

| 27 de octubre de 1983 | Uruguay                                           | 2:0 (1:0) | Brasil | Estadio Centenario, Montevideo                                      |                                                                     |
|                       | Enzo Francescoli 41' (TL) · Víctor Hugo Diogo 80' |           |        | Asistencia: 65 000 espectadores Árbitro(s): Héctor Ortiz (Paraguay) | Asistencia: 65 000 espectadores Árbitro(s): Héctor Ortiz (Paraguay) |

| 4 de noviembre de 1983 | Brasil       | 1:1 (1:0) | Uruguay             | Estadio Fonte Nova, Salvador de Bahía                                 |                                                                       |
| | Jorginho 23' |           | 77' Carlos Aguilera | Asistencia: 95 000 espectadores Árbitro(s): Edison Pérez Núñez (Perú) | Asistencia: 95 000 espectadores Árbitro(s): Edison Pérez Núñez (Perú) |
| Segunda vuelta olímpica de Uruguay frente a Brasil en Brasil, por torneos oficiales. Tercera vuelta olímpica que se da en la Copa América. |              |           |                     |                                                                       |                                                                       |

| 9 de julio de 1987 | Argentina | 0:1 (0:1) | Uruguay               | Estadio Monumental, Buenos Aires                                   |                                                                    |
|                    |           |           | 43' Antonio Alzamendi | Asistencia: 75 000 espectadores Árbitro(s): Elías Jácome (Ecuador) | Asistencia: 75 000 espectadores Árbitro(s): Elías Jácome (Ecuador) |

| 12 de julio de 1987 | Uruguay              | 1:0 (0:0) | Chile | Estadio Monumental, Buenos Aires                                          |                                                                           |
|                     | Pablo Bengoechea 56' |           |       | Asistencia: 35 000 espectadores Árbitro(s): Romualdo Arppi Filho (Brasil) | Asistencia: 35 000 espectadores Árbitro(s): Romualdo Arppi Filho (Brasil) |

| 2 de julio de 1989 | Ecuador           | 1:0 (0:0) | Uruguay | Estadio Serra Dourada, Goiânia                                       |                                                                      |
|                    | Ermen Benítez 88' |           |         | Asistencia: 19 000 espectadores Árbitro(s): Carlos Maciel (Paraguay) | Asistencia: 19 000 espectadores Árbitro(s): Carlos Maciel (Paraguay) |

| 4 de julio de 1989 | Uruguay                                     | 3:0 (2:0) | Bolivia | Estadio Serra Dourada, Goiânia                                          |                                                                         |
|                    | Santiago Ostolaza 30', 60' · Rubén Sosa 33' |           |         | Asistencia: 8000 espectadores Árbitro(s): Arnaldo Cézar Coelho (Brasil) | Asistencia: 8000 espectadores Árbitro(s): Arnaldo Cézar Coelho (Brasil) |

| 6 de julio de 1989 | Uruguay                                                       | 3:0 (1:0) | Chile | Estadio Serra Dourada, Goiânia                                |                                                               |
|                    | Rubén Sosa 44' · Antonio Alzamendi 73' · Enzo Francescoli 78' |           |       | Asistencia: 3000 espectadores Árbitro(s): José Ramírez (Perú) | Asistencia: 3000 espectadores Árbitro(s): José Ramírez (Perú) |

| 8 de julio de 1989 | Argentina            | 1:0 (0:0) | Uruguay | Estadio Serra Dourada, Goiânia                                    |                                                                   |
|                    | Claudio Caniggia 69' |           |         | Asistencia: 18 000 espectadores Árbitro(s): Jesús Díaz (Colombia) | Asistencia: 18 000 espectadores Árbitro(s): Jesús Díaz (Colombia) |

| 12 de julio de 1989 | Uruguay                                                      | 3:0 (1:0) | Paraguay | Estadio Maracaná, Río de Janeiro                                            |                                                                             |
|                     | Enzo Francescoli 28' · Antonio Alzamendi 82' · Rubén Paz 89' |           |          | Asistencia: 60 000 espectadores Árbitro(s): Juan Carlos Loustau (Argentina) | Asistencia: 60 000 espectadores Árbitro(s): Juan Carlos Loustau (Argentina) |

| 14 de julio de 1989 | Uruguay             | 2:0 (1:0) | Argentina | Estadio Maracaná, Río de Janeiro                                          |                                                                           |
|                     | Rubén Sosa 38', 81' |           |           | Asistencia: 45 000 espectadores Árbitro(s): Arnaldo Cézar Coelho (Brasil) | Asistencia: 45 000 espectadores Árbitro(s): Arnaldo Cézar Coelho (Brasil) |

| 16 de julio de 1989 | Brasil      | 1:0 (0:0) | Uruguay | Estadio Maracaná, Río de Janeiro                                  |                                                                   |
|                     | Romário 49' |           |         | Asistencia: 170 000 espectadores Árbitro(s): Hernán Silva (Chile) | Asistencia: 170 000 espectadores Árbitro(s): Hernán Silva (Chile) |

| 7 de julio | Uruguay          | 1:1 (0:1) | Bolivia                | Estadio Playa Ancha, Valparaíso                                      |                                                                      |
|            | Ramón Castro 73' |           | 16' Juan Berthy Suárez | Asistencia: 15 000 espectadores Árbitro(s): Carlos Maciel (Paraguay) | Asistencia: 15 000 espectadores Árbitro(s): Carlos Maciel (Paraguay) |

| 9 de julio | Uruguay                 | 1:1 (0:1) | Ecuador           | Estadio Sausalito, Viña del Mar                                   |                                                                   |
|            | Peter Méndez 73' (pen.) |           | 36' Álex Aguinaga | Asistencia: 18 000 espectadores Árbitro(s): Gastón Castro (Chile) | Asistencia: 18 000 espectadores Árbitro(s): Gastón Castro (Chile) |

| 11 de julio | Brasil         | 1:1 (1:0) | Uruguay          | Estadio Sausalito, Viña del Mar                                             |                                                                             |
|             | João Paulo 29' | Reporte   | 66' Peter Méndez | Asistencia: 15 000 espectadores Árbitro(s): Juan Carlos Loustau (Argentina) | Asistencia: 15 000 espectadores Árbitro(s): Juan Carlos Loustau (Argentina) |

| 15 de julio | Uruguay          | 1:0 (1:0) | Colombia | Estadio Sausalito, Viña del Mar                                             |                                                                             |
|             | Peter Méndez 19' |           |          | Asistencia: 30 000 espectadores Árbitro(s): Juan Carlos Loustau (Argentina) | Asistencia: 30 000 espectadores Árbitro(s): Juan Carlos Loustau (Argentina) |

| 16 de junio de 1993 | Uruguay               | 1:0 (0:0) | Estados Unidos | Estadio Bellavista, Ambato                                 |                                                            |
|                     | Santiago Ostolaza 50' |           |                | Asistencia: 25 000 espectadores Árbitro(s): Alberto Tejada | Asistencia: 25 000 espectadores Árbitro(s): Alberto Tejada |

| 19 de junio de 1993 | Uruguay                                       | 2:2 (1:1) | Venezuela                                 | Estadio Bellavista, Ambato                             |                                                        |
|                     | Marcelo Saralegui 23' · Fernando Kanapkis 79' |           | 10' José Luis Dolgetta · 72' Stalin Rivas | Asistencia: 15 000 espectadores Árbitro(s): Pablo Peña | Asistencia: 15 000 espectadores Árbitro(s): Pablo Peña |

| 22 de junio de 1993 | Ecuador                             | 2:1 (1:0) | Uruguay               | Estadio Olímpico Atahualpa, Quito                              |                                                                |
|                     | Raúl Avilés 28' · Álex Aguinaga 87' |           | 64' Fernando Kanapkis | Asistencia: 45 000 espectadores Árbitro(s): Francisco Lamolina | Asistencia: 45 000 espectadores Árbitro(s): Francisco Lamolina |

| 26 de junio de 1993 | Colombia                                           | 1:1 (0:0) (5:3 p.)         | Uruguay                               | Estadio Monumental, Guayaquil                                             |                                                                           |
|                     | Luis Carlos Perea 88'                              |                            | 63' Marcelo Saralegui                 | Asistencia: 10 000 espectadores Árbitro(s): Juan Francisco Escobar Valdez | Asistencia: 10 000 espectadores Árbitro(s): Juan Francisco Escobar Valdez |
|                     |                                                    | Tiros desde el punto penal |                                       |                                                                           |                                                                           |
|                     | Asprilla · Mendoza · Valderrama · Pérez · Valencia |                            | Pelletti · Saralegui · Moas · Siboldi |                                                                           |                                                                           |

| 5 de julio de 1995 | Uruguay                                                                                  | 4:1 (2:0) | Venezuela              | Estadio Centenario, Montevideo                                  |                                                                 |
|                    | Daniel Fonseca 14' · Marcelo Otero 25' · Enzo Francescoli 75' (pen.) · Gustavo Poyet 84' |           | 53' José Luis Dolgetta | Asistencia: 32 000 espectadores Árbitro(s): Salvador Imperatore | Asistencia: 32 000 espectadores Árbitro(s): Salvador Imperatore |

| 9 de julio de 1995 | Uruguay              | 1:0 (1:0) | Paraguay | Estadio Centenario, Montevideo                             |                                                            |
|                    | Enzo Francescoli 13' |           |          | Asistencia: 40 000 espectadores Árbitro(s): Márcio Rezende | Asistencia: 40 000 espectadores Árbitro(s): Márcio Rezende |

| 13 de julio de 1995 | Uruguay               | 1:1 (0:0) | México                  | Estadio Centenario, Montevideo                               |                                                              |
|                     | Marcelo Saralegui 79' |           | 67' Luis García Postigo | Asistencia: 10 000 espectadores Árbitro(s): Javier Castrilli | Asistencia: 10 000 espectadores Árbitro(s): Javier Castrilli |

| 16 de julio de 1995 | Uruguay                               | 2:1 (2:0) | Bolivia                       | Estadio Centenario, Montevideo                            |                                                           |
|                     | Marcelo Otero 2' · Daniel Fonseca 30' |           | 71' Juan Carlos Sánchez Frías | Asistencia: 45 000 espectadores Árbitro(s): Alfredo Rodas | Asistencia: 45 000 espectadores Árbitro(s): Alfredo Rodas |

| 19 de julio de 1995 | Uruguay                                  | 2:0 (0:0) | Colombia | Estadio Centenario, Montevideo                            |                                                           |
|                     | Edgardo Adinolfi 51' · Marcelo Otero 70' |           |          | Asistencia: 20 000 espectadores Árbitro(s): Félix Benegas | Asistencia: 20 000 espectadores Árbitro(s): Félix Benegas |

| 23 de julio de 1995                                         | Uruguay                                                   | 1:1 (0:1) (5:3 p.)         | Brasil                                 | Estadio Centenario, Montevideo                                   |                                                                  |
|                                                             | Pablo Bengoechea 51' (TL)                                 |                            | 30' Túlio Costa                        | Asistencia: 64 900 espectadores Árbitro(s): Arturo Brizio Carter | Asistencia: 64 900 espectadores Árbitro(s): Arturo Brizio Carter |
|                                                             |                                                           | Tiros desde el punto penal |                                        |                                                                  |                                                                  |
|                                                             | Francescoli · Bengoechea · Herrera · Gutiérrez · Martínez |                            | Roberto Carlos · Zinho · Túlio · Dunga |                                                                  |                                                                  |
| Primera final de la Copa América que se define por penales. |                                                           |                            |                                        |                                                                  |                                                                  |

| 12 de junio de 1997 | Perú                    | 1:0 (0:0) | Uruguay | Estadio Olímpico Patria, Sucre                                     |                                                                    |
|                     | Martín Hidalgo 75' (TL) |           |         | Asistencia: 6000 espectadores Árbitro(s): Antonio Marrufo (México) | Asistencia: 6000 espectadores Árbitro(s): Antonio Marrufo (México) |

| 15 de junio de 1997 | Uruguay                                   | 2:0 (1:0) | Venezuela | Estadio Olímpico Patria, Sucre                                   |                                                                  |
|                     | Álvaro Recoba 19' · Marcelo Saralegui 47' |           |           | Asistencia: 1000 espectadores Árbitro(s): Eduardo Gamboa (Chile) | Asistencia: 1000 espectadores Árbitro(s): Eduardo Gamboa (Chile) |

| 18 de junio de 1997 | Bolivia                    | 1:0 (1:0) | Uruguay | Estadio Hernando Siles, La Paz                                       |                                                                      |
|                     | Julio César Baldivieso 29' |           |         | Asistencia: 30 000 espectadores Árbitro(s): Antonio Marrufo (México) | Asistencia: 30 000 espectadores Árbitro(s): Antonio Marrufo (México) |

| 1 de julio de 1999 | Uruguay | 0:1 (0:1) | Colombia           | Estadio General Pablo Rojas, Asunción |                                      |
|                    |         | Reporte   | 20' Víctor Bonilla | Árbitro(s): Wilson de Souza (Brasil)  | Árbitro(s): Wilson de Souza (Brasil) |

| 4 de julio de 1999 | Uruguay                   | 2:1 (0:0) | Ecuador           | Estadio Feliciano Cáceres, Luque  |                                   |
|                    | Marcelo Zalayeta 72', 74' | Reporte   | 78' Iván Kaviedes | Árbitro(s): Mario Sánchez (Chile) | Árbitro(s): Mario Sánchez (Chile) |

| 7 de julio de 1999 | Argentina                             | 2:0 (1:0) | Uruguay | Estadio Feliciano Cáceres, Luque    |                                     |
|                    | Kily González 1' · Martín Palermo 56' | Reporte   |         | Árbitro(s): Gilberto Hidalgo (Perú) | Árbitro(s): Gilberto Hidalgo (Perú) |

| 10 de julio de 1999 | Paraguay                           | 1:1 (1:0) (3:5 p.)         | Uruguay                                             | Estadio Defensores del Chaco, Asunción                            |                                                                   |
|                     | Miguel Ángel Benítez 15'           | Reporte                    | 65' Marcelo Zalayeta                                | Asistencia: 32 000 espectadores Árbitro(s): Óscar Ruiz (Colombia) | Asistencia: 32 000 espectadores Árbitro(s): Óscar Ruiz (Colombia) |
|                     |                                    | Tiros desde el punto penal |                                                     |                                                                   |                                                                   |
|                     | Acuña · Gamarra · Enciso · Benítez |                            | Fleurquín · Guigou · Alonso · Zalayeta · Magallanes |                                                                   |                                                                   |

| 13 de julio de 1999 | Uruguay                                             | 1:1 (1:0) (5:3 p.)         | Chile                           | Estadio Defensores del Chaco, Asunción                               |                                                                      |
|                     | Alejandro Lembo 22'                                 | Reporte                    | 73' Iván Zamorano               | Asistencia: 12 000 espectadores Árbitro(s): Ubaldo Aquino (Paraguay) | Asistencia: 12 000 espectadores Árbitro(s): Ubaldo Aquino (Paraguay) |
|                     |                                                     | Tiros desde el punto penal |                                 |                                                                      |                                                                      |
|                     | Del Campo · Guigou · Alonso · Zalayeta · Magallanes |                            | Vargas · Aros · Pizarro · Reyes |                                                                      |                                                                      |

| 18 de julio de 1999 | Uruguay | 0:3 (0:2) | Brasil                         | Estadio Defensores del Chaco, Asunción                            |                                                                   |
|                     |         | Reporte   | 20', 27' Rivaldo · 46' Ronaldo | Asistencia: 30 000 espectadores Árbitro(s): Óscar Ruiz (Colombia) | Asistencia: 30 000 espectadores Árbitro(s): Óscar Ruiz (Colombia) |

| 13 de julio de 2001, 18:00 | Bolivia | 0:1 (0:0) | Uruguay              | Estadio Atanasio Girardot, Medellín                                   |                                                                       |
|                            |         | Reporte   | 64' Javier Chevantón | Asistencia: 19 625 espectadores Árbitro(s): Mauricio Navarro (Canadá) | Asistencia: 19 625 espectadores Árbitro(s): Mauricio Navarro (Canadá) |

| 16 de julio de 2001, 18:00 | Uruguay                  | 1:1 (0:1) | Costa Rica         | Estadio Atanasio Girardot, Medellín                               |                                                                   |
|                            | Carlos María Morales 53' | Reporte   | 28' Paulo Wanchope | Asistencia: 17 655 espectadores Árbitro(s): Carlos Simon (Brasil) | Asistencia: 17 655 espectadores Árbitro(s): Carlos Simon (Brasil) |

| 19 de julio de 2001, 20:15                                               | Honduras          | 1:0 (0:0) | Uruguay | Estadio Atanasio Girardot, Medellín                                  |                                                                      |
|                                                                          | Amado Guevara 86' | Reporte   |         | Asistencia: 26 000 espectadores Árbitro(s): Roger Zambrano (Ecuador) | Asistencia: 26 000 espectadores Árbitro(s): Roger Zambrano (Ecuador) |
| Primera vez que Honduras avanza a unos cuartos de final de Copa América. |                   |           |         |                                                                      |                                                                      |

| 22 de julio de 2001, 17:30 | Costa Rica         | 1:2 (0:0) | Uruguay                                        | Estadio Centenario, Armenia                                       |                                                                   |
|                            | Paulo Wanchope 52' | Reporte   | 60' (pen.) Rodrigo Lemos · 87' (TL) Pablo Lima | Asistencia: 18 000 espectadores Árbitro(s): Óscar Ruiz (Colombia) | Asistencia: 18 000 espectadores Árbitro(s): Óscar Ruiz (Colombia) |

| 25 de julio de 2001, 19:45 | México                                              | 2:1 (1:1) | Uruguay             | Estadio Hernán Ramírez Villegas, Pereira                              |                                                                       |
|                            | Jared Borgetti 14' · Alberto García Aspe 67' (pen.) | Reporte   | 32' Richard Morales | Asistencia: 31 964 espectadores Árbitro(s): Ángel Sánchez (Argentina) | Asistencia: 31 964 espectadores Árbitro(s): Ángel Sánchez (Argentina) |

| 29 de julio de 2001, 14:00                                                                                | Honduras                                        | 2:2 (2:2) (5:4 p.)         | Uruguay                                             | Estadio El Campín, Bogotá                                           |                                                                     |
| | Saúl Martínez 14' · Júnior Izaguirre 41'        | Reporte                    | 21' Joe Emerson Bizera · 44' Andrés Javier Martínez | Asistencia: 44 500 espectadores Árbitro(s): Gilberto Hidalgo (Perú) | Asistencia: 44 500 espectadores Árbitro(s): Gilberto Hidalgo (Perú) |
| |                                                 | Tiros desde el punto penal |                                                     |                                                                     |                                                                     |
| | Pineda · Martínez · García · Medina · Izaguirre |                            | Sorondo · Gutiérrez · Rodríguez · Lemos · Olivera   |                                                                     |                                                                     |
| Primera vez en la historia de la Copa América que el tercer lugar se define mediante la ronda de penales. |                                                 |                            |                                                     |                                                                     |                                                                     |

| 7 de julio de 2004 | Uruguay                              | 2:2 (1:1) | México                               | Estadio Elías Aguirre, Chiclayo     |                                     |
|                    | Carlos Bueno 43' · Paolo Montero 87' |           | 45' Ricardo Osorio · 69' Pável Pardo | Árbitro(s): Gilberto Hidalgo (Perú) | Árbitro(s): Gilberto Hidalgo (Perú) |

| 10 de julio de 2004 | Uruguay                             | 2:1 (0:0) | Ecuador            | Estadio Elías Aguirre, Chiclayo                                       |                                                                       |
|                     | Diego Forlán 61' · Carlos Bueno 78' |           | 73' Franklin Salas | Asistencia: 25 000 espectadores Árbitro(s): Gustavo Brank (Venezuela) | Asistencia: 25 000 espectadores Árbitro(s): Gustavo Brank (Venezuela) |

| 13 de julio de 2004                                     | Argentina                                                                | 4:2 (2:2) | Uruguay                                    | Estadio Miguel Grau, Piura                                       |                                                                  |
|                                                         | Kily González 20' (pen.) · Luciano Figueroa 21', 90' · Roberto Ayala 80' |           | 8' Fabián Estoyanoff · 39' Vicente Sánchez | Asistencia: 24 000 espectadores Árbitro(s): Rubén Selman (Chile) | Asistencia: 24 000 espectadores Árbitro(s): Rubén Selman (Chile) |
| Argentina y Uruguay jugaron con sus uniformes alternos. |                                                                          |           |                                            |                                                                  |                                                                  |

| 18 de julio de 2004 | Paraguay           | 1:3 (1:1) | Uruguay                                        | Estadio Jorge Basadre, Tacna                                            |                                                                         |
|                     | Carlos Gamarra 16' |           | 40' (pen.) Carlos Bueno · 66', 89' Darío Silva | Asistencia: 20 000 espectadores Árbitro(s): Héctor Baldassi (Argentina) | Asistencia: 20 000 espectadores Árbitro(s): Héctor Baldassi (Argentina) |

| 21 de julio de 2004 | Brasil                                          | 1:1 (0:1) (5:3 p.)         | Uruguay                         | Estadio Nacional, Lima                                                       |                                                                              |
|                     | Adriano 46'                                     |                            | 22' Marcelo Sosa                | Asistencia: 40 000 espectadores Árbitro(s): Marco Antonio Rodríguez (México) | Asistencia: 40 000 espectadores Árbitro(s): Marco Antonio Rodríguez (México) |
|                     |                                                 | Tiros desde el punto penal |                                 |                                                                              |                                                                              |
|                     | Luisão · Luís Fabiano · Adriano · Renato · Alex |                            | Silva · Viera · Pouso · Sánchez |                                                                              |                                                                              |

| 24 de julio de 2004 | Colombia                  | 1:2 (0:1) | Uruguay                                    | Estadio Garcilaso, Cuzco                                          |                                                                   |
|                     | Sergio Herrera 71' (pen.) |           | 3' Fabián Estoyanoff · 81' Vicente Sánchez | Asistencia: 44 000 espectadores Árbitro(s): René Ortube (Bolivia) | Asistencia: 44 000 espectadores Árbitro(s): René Ortube (Bolivia) |

| 26 de junio de 2007, 18:05 | Uruguay | 0:3 (0:1) | Perú                                                              | Estadio Metropolitano, Mérida                                          |                                                                        |
|                            |         |           | 27' Miguel Villalta · 70' Juan Carlos Mariño · 89' Paolo Guerrero | Asistencia: 32 000 espectadores Árbitro(s): Carlos Amarilla (Paraguay) | Asistencia: 32 000 espectadores Árbitro(s): Carlos Amarilla (Paraguay) |

| 30 de junio de 2007, 16:05 | Bolivia | 0:1 (0:0) | Uruguay             | Pueblo Nuevo, San Cristóbal                                                   |                                                                               |
|                            |         |           | 58' Vicente Sánchez | Asistencia: 18 000 espectadores Árbitro(s): Baldomero Toledo (Estados Unidos) | Asistencia: 18 000 espectadores Árbitro(s): Baldomero Toledo (Estados Unidos) |

| 3 de julio de 2007, 20:50                                                                                               | Venezuela | 0:0 | Uruguay | Estadio Metropolitano, Mérida                                     |  |
| |           |     |         | Asistencia: 42 200 espectadores Árbitro(s): Carlos Simon (Brasil) |  |
| Primera clasificación de Venezuela a cuartos de final. Venezuela culmina la fase de grupos invicta por primera ocasión. |           |     |         |                                                                   |  |

| 7 de julio de 2007, 18:05 | Venezuela  | 1:4 (1:1) | Uruguay                                                             | Polideportivo de Pueblo Nuevo, San Cristóbal                       |                                                                    |
|                           | Arango 41' |           | 38', 90+1' Diego Forlán · 64' Pablo García · 86' Cristian Rodríguez | Asistencia: 42 000 espectadores Árbitro(s): Carlos Chandía (Chile) | Asistencia: 42 000 espectadores Árbitro(s): Carlos Chandía (Chile) |

| 10 de julio de 2007, 20:50 | Uruguay                                                             | 2:2 (1:2) (4:5 p.)         | Brasil                                                                       | Estadio José Encarnación Romero, Maracaibo                        |                                                                   |
|                            | Diego Forlán 45+5' · Sebastián Abreu 70'                            |                            | 12' Maicon · 45+7' Júlio Baptista                                            | Asistencia: 46 000 espectadores Árbitro(s): Óscar Ruiz (Colombia) | Asistencia: 46 000 espectadores Árbitro(s): Óscar Ruiz (Colombia) |
|                            |                                                                     | Tiros desde el punto penal |                                                                              |                                                                   |                                                                   |
|                            | Forlán · Scotti · González · C. Rodríguez · Abreu · García · Lugano |                            | Robinho · Juan · Gilberto Silva · Afonso Alves · Diego · Fernando · Gilberto |                                                                   |                                                                   |

| 14 de julio de 2007, 17:05 | Uruguay             | 1:3 (1:1) | México                                                              | Estadio Olímpico de la UCV, Caracas                                    |                                                                        |
|                            | Sebastián Abreu 22' |           | 38' (pen.) Cuauhtémoc Blanco · 67' Omar Bravo · 75' Andrés Guardado | Asistencia: 30 000 espectadores Árbitro(s): Mauricio Reinoso (Ecuador) | Asistencia: 30 000 espectadores Árbitro(s): Mauricio Reinoso (Ecuador) |

| 4 de julio de 2011, 19:15 | Uruguay         | 1:1 (1:1) | Perú               | Estadio Bicentenario, San Juan                                       |                                                                      |
|                           | Luis Suárez 45' | Reporte   | 23' Paolo Guerrero | Asistencia: 25 000 espectadores Árbitro(s): Wilmar Roldán (Colombia) | Asistencia: 25 000 espectadores Árbitro(s): Wilmar Roldán (Colombia) |

| 8 de julio de 2011, 19:15 | Uruguay            | 1:1 (0:0) | Chile              | Malvinas Argentinas, Mendoza                                           |                                                                        |
|                           | Álvaro Pereira 53' | Reporte   | 64' Alexis Sánchez | Asistencia: 45 000 espectadores Árbitro(s): Carlos Amarilla (Paraguay) | Asistencia: 45 000 espectadores Árbitro(s): Carlos Amarilla (Paraguay) |

| 12 de julio de 2011, 21:45                                        | Uruguay            | 1:0 (1:0) | México | Estadio Único, La Plata                                           |                                                                   |
|                                                                   | Álvaro Pereira 14' | Reporte   |        | Asistencia: 30 000 espectadores Árbitro(s): Raúl Orosco (Bolivia) | Asistencia: 30 000 espectadores Árbitro(s): Raúl Orosco (Bolivia) |
| México queda afuera por primera vez en fase de grupos desde 1993. |                    |           |        |                                                                   |                                                                   |

| 16 de julio de 2011, 19:15 | Argentina                                    | 1:1 (1:1, 1:1) (t. s.)(4:5 p.) | Uruguay                                      | Bgd. Estanislao López, Santa Fe                                        |                                                                        |
|                            | Gonzalo Higuaín 17'                          | Reporte                        | 5' Diego Pérez                               | Asistencia: 47 000 espectadores Árbitro(s): Carlos Amarilla (Paraguay) | Asistencia: 47 000 espectadores Árbitro(s): Carlos Amarilla (Paraguay) |
|                            |                                              | Tiros desde el punto penal     |                                              |                                                                        |                                                                        |
|                            | Messi · Burdisso · Tévez · Pastore · Higuaín |                                | Forlán · Suárez · Scotti · Gargano · Cáceres |                                                                        |                                                                        |

| 19 de julio de 2011, 21:45 | Perú | 0:2 (0:0) | Uruguay              | Estadio Único, La Plata                                           |                                                                   |
|                            |      | Reporte   | 52', 57' Luis Suárez | Asistencia: 52 000 espectadores Árbitro(s): Raúl Orosco (Bolivia) | Asistencia: 52 000 espectadores Árbitro(s): Raúl Orosco (Bolivia) |

| 24 de julio de 2011, 16:00                                                                                      | Uruguay                                 | 3:0 (2:0) | Paraguay | Estadio Monumental, Buenos Aires                                     |                                                                      |
| | Luis Suárez 11' · Diego Forlán 41', 89' | Reporte   |          | Asistencia: 65 921 espectadores Árbitro(s): Sálvio Fagundes (Brasil) | Asistencia: 65 921 espectadores Árbitro(s): Sálvio Fagundes (Brasil) |
| Paraguay es la única selección en presentarse en una final de Copa América sin ganar ninguno de sus 6 partidos. |                                         |           |          |                                                                      |                                                                      |

| 13 de junio de 2015, 16:00 | Uruguay                | 1:0 (0:0) | Jamaica | Estadio Calvo y Bascuñán, Antofagasta                 |                                                       |
|                            | Cristian Rodríguez 51' | Reporte   |         | Asistencia: 8653 espectadores Árbitro(s): José Argote | Asistencia: 8653 espectadores Árbitro(s): José Argote |

| 16 de junio de 2015, 20:30 | Argentina         | 1:0 (0:0) | Uruguay | Estadio La Portada, La Serena                            |                                                          |
|                            | Sergio Agüero 55' | Reporte   |         | Asistencia: 17 014 espectadores Árbitro(s): Sandro Ricci | Asistencia: 17 014 espectadores Árbitro(s): Sandro Ricci |

| 20 de junio de 2015, 16:00 | Uruguay                | 1:1 (1:1) | Paraguay          | Estadio La Portada, La Serena                              |                                                            |
|                            | José María Giménez 28' | Reporte   | 44' Lucas Barrios | Asistencia: 16 021 espectadores Árbitro(s): Roberto García | Asistencia: 16 021 espectadores Árbitro(s): Roberto García |

| 24 de junio de 2015, 20:30 | Chile             | 1:0 (0:0) | Uruguay | Estadio Nacional, Santiago                               |                                                          |
|                            | Mauricio Isla 80' | Reporte   |         | Asistencia: 45 304 espectadores Árbitro(s): Sandro Ricci | Asistencia: 45 304 espectadores Árbitro(s): Sandro Ricci |

| 5 de junio de 2016, 17:00 (UTC-7) | México                                                        | 3:1 (1:0) | Uruguay         | Estadio de la Univ. de Phoenix, Glendale                    |                                                             |
|                                   | Álvaro Pereira 3' · Rafael Márquez 85' · Héctor Herrera 90+1' | Reporte   | 74' Diego Godín | Asistencia: 60 025 espectadores Árbitro(s): Enrique Cáceres | Asistencia: 60 025 espectadores Árbitro(s): Enrique Cáceres |

| 9 de junio de 2016, 19:30 (UTC-4)                           | Uruguay | 0:1 (0:1) | Venezuela  | Lincoln Financial Field, Filadelfia                          |                                                              |
|                                                             |         | Reporte   | 36' Rondón | Asistencia: 23 002 espectadores Árbitro(s): Patricio Loustau | Asistencia: 23 002 espectadores Árbitro(s): Patricio Loustau |
| Primera vez que Venezuela vence a Uruguay por Copa América. |         |           |            |                                                              |                                                              |

| 13 de junio de 2016, 19:00 (UTC-7) | Uruguay                                                        | 3:0 (1:0) | Jamaica | Levi's Stadium, Santa Clara                                  |                                                              |
|                                    | Abel Hernández 21' · Je-Vaughn Watson 66' · Mathías Corujo 87' | Reporte   |         | Asistencia: 40 166 espectadores Árbitro(s): Wilson Lamouroux | Asistencia: 40 166 espectadores Árbitro(s): Wilson Lamouroux |

| 16 de junio, 19:00 | Uruguay                                                                     | 4:0 (3:0) | Ecuador | Mineirão, Belo Horizonte                                                         |                                                                                  |
|                    | Nicolás Lodeiro 5' · Edinson Cavani 32' · Luis Suárez 44' · Arturo Mina 79' | Reporte   |         | Asistencia: 13 611 espectadores Árbitro(s): Anderson Daronco VAR: Wilton Sampaio | Asistencia: 13 611 espectadores Árbitro(s): Anderson Daronco VAR: Wilton Sampaio |

| 20 de junio, 20:00 | Uruguay                                         | 2:2 (1:1) | Japón                 | Arena do Grêmio, Porto Alegre                                            |                                                                          |
|                    | Luis Suárez 32' (pen.) · José María Giménez 66' | Reporte   | 25', 59' Kōji Miyoshi | Asistencia: 39 733 espectadores Árbitro(s): Andrés Rojas VAR: Diego Haro | Asistencia: 39 733 espectadores Árbitro(s): Andrés Rojas VAR: Diego Haro |

| 24 de junio, 20:00 | Chile | 0:1 (0:0) | Uruguay            | Maracanã, Río de Janeiro                                                      |                                                                               |
|                    |       | Reporte   | 82' Edinson Cavani | Asistencia: 57 442 espectadores Árbitro(s): Raphael Claus VAR: Wilton Sampaio | Asistencia: 57 442 espectadores Árbitro(s): Raphael Claus VAR: Wilton Sampaio |

| 29 de junio, 16:00                   | Uruguay                                         | 0:0 (4:5 p.)               | Perú                                            | Arena Fonte Nova, Salvador                                                       |                                                                                  |
|                                      |                                                 | Reporte                    |                                                 | Asistencia: 21 180 espectadores Árbitro(s): Wilton Sampaio VAR: Patricio Loustau | Asistencia: 21 180 espectadores Árbitro(s): Wilton Sampaio VAR: Patricio Loustau |
|                                      |                                                 | Tiros desde el punto penal |                                                 |                                                                                  |                                                                                  |
|                                      | Suárez · Cavani · Stuani · Bentancur · Torreira |                            | Guerrero · Ruidíaz · Yotún · Advíncula · Flores |                                                                                  |                                                                                  |
| Primera victoria de Perú en penales. |                                                 |                            |                                                 |                                                                                  |                                                                                  |

| 18 de junio, 21:00 | Argentina           | 1:0 (1:0) | Uruguay | Estadio Mané Garrincha, Brasilia                                          |                                                                           |
|                    | Guido Rodríguez 13' | Reporte   |         | Asistencia: Sin espectadores Árbitro(s): Wilton Sampaio VAR: Wagner Reway | Asistencia: Sin espectadores Árbitro(s): Wilton Sampaio VAR: Wagner Reway |

| 21 de junio, 17:00 | Uruguay         | 1:1 (0:1) | Chile              | Arena Pantanal, Cuiabá                                                   |                                                                          |
|                    | Luis Suárez 66' | Reporte   | 26' Eduardo Vargas | Asistencia: Sin espectadores Árbitro(s): Raphael Claus VAR: Rafael Traci | Asistencia: Sin espectadores Árbitro(s): Raphael Claus VAR: Rafael Traci |

| 24 de junio, 17:00 | Bolivia | 0:2 (0:1) | Uruguay                                  | Arena Pantanal, Cuiabá                                                    |                                                                           |
|                    |         | Reporte   | 40' Jairo Quinteros · 79' Edinson Cavani | Asistencia: Sin espectadores Árbitro(s): Alexis Herrera VAR: Wagner Reway | Asistencia: Sin espectadores Árbitro(s): Alexis Herrera VAR: Wagner Reway |

| 28 de junio, 21:00 | Uruguay                   | 1:0 (1:0) | Paraguay | Estadio Nilton Santos, Río de Janeiro                                    |                                                                          |
|                    | Edinson Cavani 21' (pen.) | Reporte   |          | Asistencia: Sin espectadores Árbitro(s): Raphael Claus VAR: Wagner Reway | Asistencia: Sin espectadores Árbitro(s): Raphael Claus VAR: Wagner Reway |

| 3 de julio, 19:00 | Uruguay                          | 0:0 (2:4 p.)               | Colombia                        | Estadio Mané Garrincha, Brasilia                                               |                                                                                |
|                   |                                  | Reporte                    |                                 | Asistencia: Sin espectadores Árbitro(s): Gil Manzano VAR: De Burgos Bengoetxea | Asistencia: Sin espectadores Árbitro(s): Gil Manzano VAR: De Burgos Bengoetxea |
|                   |                                  | Tiros desde el punto penal |                                 |                                                                                |                                                                                |
|                   | Cavani · Giménez · Suárez · Viña |                            | Zapata · Sánchez · Mina · Borja |                                                                                |                                                                                |

| 23 de junio   | Uruguay                                                       | 3:1 (1:0) | Panamá                | Hard Rock Stadium, Miami                                                   |                                                                            |
| 21:00 (UTC-4) | Maximiliano Araújo 16' · Darwin Núñez 85' · Matías Viña 90+1' | Reporte   | 90+4' Michael Murillo | Asistencia: 33 425 espectadores Árbitro(s): Piero Maza VAR: Mauro Vigliano | Asistencia: 33 425 espectadores Árbitro(s): Piero Maza VAR: Mauro Vigliano |

| 27 de junio   | Uruguay | 5:0 (2:0) | Bolivia | MetLife Stadium, East Rutherford                                               |                                                                                |
| 21:00 (UTC-4) | Facundo Pellistri 8' · Darwin Núñez 21' · Maximiliano Araújo 77' · Federico Valverde 81' · Rodrigo Bentancur 89' | Reporte   |         | Asistencia: 48 033 espectadores Árbitro(s): Juan Benítez VAR: Rodrigo Carvajal | Asistencia: 48 033 espectadores Árbitro(s): Juan Benítez VAR: Rodrigo Carvajal |

| 1 de julio                                                                                        | Estados Unidos | 0:1 (0:0) | Uruguay             | Arrowhead Stadium, Kansas City (KCMO)                                     |                                                                           |
| 20:00 (UTC-5)                                                                                     |                | Reporte   | 66' Mathías Olivera | Asistencia: 55 460 espectadores Árbitro(s): Kevin Ortega VAR: Carlos Orbe | Asistencia: 55 460 espectadores Árbitro(s): Kevin Ortega VAR: Carlos Orbe |
| Estados Unidos es el primer anfitrión en quedar afuera en primera ronda desde el formato de 1987. |                |           |                     |                                                                           |                                                                           |

| 6 de julio    | Uruguay                                                       | 0:0 (4:2 p.)               | Brasil                                                             | Allegiant Stadium, Paradise                                                      |                                                                                  |
| 18:00 (UTC-7) |                                                               | Reporte                    |                                                                    | Asistencia: 43 827 espectadores Árbitro(s): Darío Herrera VAR: Guillermo Pacheco | Asistencia: 43 827 espectadores Árbitro(s): Darío Herrera VAR: Guillermo Pacheco |
|               |                                                               | Tiros desde el punto penal |                                                                    |                                                                                  |                                                                                  |
|               | Valverde · Bentancur · De Arrascaeta · J. M. Giménez · Ugarte |                            | Éder Militão · Andreas Pereira · Douglas Luiz · Gabriel Martinelli |                                                                                  |                                                                                  |

| 10 de julio   | Uruguay | 0:1 (0:1) | Colombia            | Bank of America Stadium, Charlotte                                       |                                                                          |
| 20:00 (UTC-4) |         | Reporte   | 39' Jefferson Lerma | Asistencia: 70 644 espectadores Árbitro(s): César Ramos VAR: Carlos Orbe | Asistencia: 70 644 espectadores Árbitro(s): César Ramos VAR: Carlos Orbe |

| 13 de julio   | Canadá                                      | 2:2 (1:1) (3:4 p.)         | Uruguay                                       | Bank of America Stadium, Charlotte                                           |                                                                              |
| 20:00 (UTC-4) | Ismaël Koné 22' · Jonathan David 80'        | Reporte                    | 8' Rodrigo Bentancur · 90+2' Luis Suárez      | Asistencia: 24 386 espectadores Árbitro(s): Alexis Herrera VAR: Derlis López | Asistencia: 24 386 espectadores Árbitro(s): Alexis Herrera VAR: Derlis López |
|               |                                             | Tiros desde el punto penal |                                               |                                                                              |                                                                              |
|               | David · Bombito · Koné · Choinière · Davies |                            | Valverde · Bentancur · De Arrascaeta · Suárez |                                                                              |                                                                              |

### Resultados por Selección
- Actualizado a la Copa América 2024 - Último partido disputado el 13 de julio de 2024 (Uruguay 2-2 Canadá).

| Selección      | PJ  | PG  | PE | PP | GF  | GC  | Dif. | Mejor resultado  |
| -------------- | --- | --- | -- | -- | --- | --- | ---- | ---------------- |
| Argentina      | 32  | 13  | 4  | 15 | 36  | 43  | -7   | 5–0 (1959)       |
| Bolivia        | 17  | 14  | 1  | 2  | 55  | 6   | +49  | 9–0 (1927)       |
| Brasil         | 27  | 9   | 9  | 9  | 40  | 37  | +3   | 6–0 (1920)       |
| Chile          | 31  | 19  | 5  | 7  | 63  | 29  | +34  | 6–0 (1947)       |
| Colombia       | 13  | 6   | 3  | 4  | 18  | 10  | +8   | 7–0 (1945)       |
| Ecuador        | 18  | 14  | 1  | 3  | 66  | 16  | +50  | 7–0 (1942)       |
| Paraguay       | 27  | 15  | 6  | 6  | 55  | 33  | +22  | 6–1 (1926)       |
| Perú           | 21  | 12  | 3  | 6  | 42  | 25  | +17  | 4–0 (1927)       |
| Venezuela      | 9   | 6   | 2  | 1  | 21  | 6   | +15  | 4–0 (1967)       |
| Jamaica        | 2   | 2   | 0  | 0  | 4   | 0   | +4   | 3–0 (2016)       |
| Estados Unidos | 2   | 2   | 0  | 0  | 2   | 0   | +2   | 1–0 (1993, 2024) |
| México         | 6   | 1   | 2  | 3  | 7   | 11  | -4   | 1–0 (2011)       |
| Costa Rica     | 2   | 1   | 1  | 0  | 3   | 2   | +1   | 2–1 (2001)       |
| Panamá         | 1   | 1   | 0  | 0  | 3   | 1   | +2   | 3–1 (2024)       |
| Japón          | 1   | 0   | 1  | 0  | 2   | 2   | 0    | 2–2 (2019)       |
| Honduras       | 2   | 0   | 1  | 1  | 2   | 3   | -1   | 1–1 (2001)       |
| Canadá         | 1   | 0   | 1  | 0  | 2   | 2   | 0    | 2–2 (2024)       |
| Total          | 212 | 115 | 40 | 57 | 421 | 226 | +195 | 9-0              |

## Goleadores
- Actualizado a la Copa América 2024.
- En negrita jugadores activos en la Selección.

| #    | Jugador                   | Goles | Partidos | Ediciones                                                                       |
| ---- | ------------------------- | ----- | -------- | ------------------------------------------------------------------------------- |
| 1°   | Severino Varela           | 15    | 15       | 1937 (5), 1939 (5), 1942 (5).                                                   |
| 2°   | Héctor Scarone            | 13    | 18       | 1917 (2), 1919 (1), 1923 (1), 1924 (0), 1926 (6), 1927 (3).                     |
| 3°   | Roberto Porta             | 12    | 20       | 1939 (3), 1941 (1), 1942 (5), 1945 (3).                                         |
| 4°   | Ángel Romano              | 12    | 23       | 1916 (0), 1917 (4), 1919 (0), 1920 (3), 1921 (2), 1922 (0), 1924 (2), 1926 (1). |
| 5°   | Pedro Petrone             | 10    | 9        | 1923 (3), 1924 (4), 1927 (3), 1929 (0).                                         |
| 6°   | Javier Ambrois            | 10    | 11       | 1956 (1), 1957 (9).                                                             |
| 7°   | Héctor Castro             | 10    | 13       | 1926 (6), 1927 (2), 1929 (0), 1935 (2).                                         |
| 8°   | Nicolás Falero            | 8     | 10       | 1945 (1), 1947 (7).                                                             |
| 9°   | Luis Suárez               | 8     | 19       | 2011 (4), 2019 (2), 2021 (1), 2024 (1).                                         |
| 10°  | José María Medina         | 7     | 6        | 1941 (0), 1946 (7).                                                             |
| 11°  | Guillermo Escalada        | 7     | 13       | 1955 (0), 1956 (3), 1959-I (2), 1959-II (2).                                    |
| 12°  | José Sasía                | 7     | 13       | 1957 (1), 1959-I (3), 1959-II (3).                                              |
| 13°  | Carlos Scarone            | 6     | 7        | 1917 (3), 1919 (3).                                                             |
| 14°  | Óscar Míguez              | 6     | 10       | 1955 (3), 1956 (3).                                                             |
| 15°  | Diego Forlán              | 6     | 18       | 2004 (1), 2007 (3), 2011 (2).                                                   |
| 16°  | Atilio García             | 5     | 5        | 1945 (5).                                                                       |
| 17°  | Isabelino Gradín          | 5     | 7        | 1916 (3), 1919 (2).                                                             |
| 18°  | Aníbal Ciocca             | 5     | 13       | 1935 (3), 1939 (0), 1942 (2).                                                   |
| 19°  | Enzo Francescoli          | 5     | 16       | 1983 (1), 1987 (0), 1989 (2), 1995 (2).                                         |
| 20°  | Roberto Figueroa          | 4     | 3        | 1927 (4).                                                                       |
| 21°  | Mario Ludovico Bergara    | 4     | 4        | 1959-II (4).                                                                    |
| 22°  | Osvaldo Balseiro          | 4     | 5        | 1953 (4).                                                                       |
| 23°  | Jorge Luis Oyarbide       | 4     | 5        | 1967 (4).                                                                       |
| 24°  | Washington Puente         | 4     | 8        | 1947 (2), 1953 (2).                                                             |
| 25°  | José Piendibene           | 4     | 9        | 1916 (2), 1920 (1), 1921 (1).                                                   |
| 26°  | José Pérez                | 4     | 10       | 1917 (0), 1919 (1), 1920 (3).                                                   |
| 27°  | Raúl Sarro                | 4     | 10       | 1945 (4), 1947 (6).                                                             |
| 28°  | Ramón Humberto Castro     | 4     | 10       | 1946 (0), 1949 (4).                                                             |
| 29°  | Héctor Magliano           | 4     | 11       | 1941 (0), 1947 (4).                                                             |
| 30°  | Marcelo Saralegui         | 4     | 11       | 1993 (2), 1995 (1), 1997 (1).                                                   |
| 31°  | Rubén Sosa                | 4     | 13       | 1987 (0), 1989 (4), 1995 (0).                                                   |
| 32°  | Carlos Borges             | 4     | 16       | 1955 (1), 1956 (1), 1959-I (2).                                                 |
| 33°  | Edinson Cavani            | 4     | 19       | 2011 (0), 2015 (0), 2016 (0), 2019 (2), 2021 (2).                               |
| 34°  | Pedro Lago                | 3     | 4        | 1939 (3).                                                                       |
| 35°  | Ismael Rivero             | 3     | 4        | 1941 (3).                                                                       |
| 36°  | Fernando Morena           | 3     | 4        | 1975 (1), 1983 (2).                                                             |
| 37°  | Peter Méndez              | 3     | 4        | 1991 (3).                                                                       |
| 38°  | Juan Emilio Píriz         | 3     | 5        | 1935 (0), 1937 (3).                                                             |
| 39°  | Américo Galván            | 3     | 5        | 1955 (3).                                                                       |
| 40°  | Julio César Abbadie       | 3     | 5        | 1955 (3).                                                                       |
| 41°  | Norberto Campero          | 3     | 5        | 1957 (3).                                                                       |
| 42°  | Pedro Virgilio Rocha      | 3     | 5        | 1967 (3).                                                                       |
| 43°  | José Urruzmendi           | 3     | 5        | 1967 (3).                                                                       |
| 44°  | Carlos Bueno              | 3     | 5        | 2004 (3).                                                                       |
| 45°  | Julio César Britos        | 3     | 6        | 1947 (3).                                                                       |
| 46°  | Juan Ayala                | 3     | 6        | 1949 (3).                                                                       |
| 47°  | Carlos Romero             | 3     | 6        | 1953 (3).                                                                       |
| 48°  | Donald Peláez             | 3     | 6        | 1953 (3).                                                                       |
| 49°  | Marcelo Otero             | 3     | 6        | 1995 (3).                                                                       |
| 50°  | Marcelo Zalayeta          | 3     | 6        | 1999 (3).                                                                       |
| 51°  | Walter Morel              | 3     | 8        | 1953 (2), 1955 (1).                                                             |
| 52°  | Alcides Silveira          | 3     | 8        | 1959-I (0), 1959-II (3).                                                        |
| 53°  | Carlos Aguilera           | 3     | 8        | 1983 (3).                                                                       |
| 54°  | Antonio Alzamendi         | 3     | 9        | 1987 (1), 1989 (2).                                                             |
| 55°  | Héctor Demarco            | 3     | 10       | 1955 (0), 1956 (0), 1959-I (3).                                                 |
| 56°  | Vladas Douksas            | 3     | 10       | 1959-I (3), 1959-II (0).                                                        |
| 57°  | Domingo Pérez             | 3     | 10       | 1959-I (1), 1959-II (1), 1967 (1).                                              |
| 58°  | Vicente Sánchez           | 3     | 10       | 2004 (2), 2007 (1).                                                             |
| 59°  | Luis Ernesto Castro       | 3     | 11       | 1942 (3), 1945 (0).                                                             |
| 60°  | Santiago Ostolaza         | 3     | 11       | 1989 (2), 1993 (1).                                                             |
| 61°  | Lorenzo Fernández         | 3     | 12       | 1926 (0), 1927 (0), 1929 (3), 1935 (0).                                         |
| 62°  | Óscar Chirimini           | 3     | 12       | 1937 (0), 1939 (1), 1941 (1), 1942 (1).                                         |
| 63°  | Juan Pedro Riephoff       | 3     | 14       | 1941 (1), 1945 (1), 1946 (1), 1947 (0).                                         |
| 64°  | Bibiano Zapirain          | 3     | 14       | 1942 (3), 1945 (0), 1946 (0).                                                   |
| 65°  | José García               | 3     | 17       | 1945 (2), 1946 (1), 1947 (0).                                                   |
| 66°  | Obdulio Varela            | 3     | 20       | 1939 (0), 1941 (1), 1942 (1), 1945 (1), 1946 (0).                               |
| 67°  | Schubert Gambetta         | 3     | 21       | 1941 (1), 1942 (1), 1945 (0), 1947 (1).                                         |
| 68°  | Antonio Sacco             | 2     | 1        | 1927 (2).                                                                       |
| 69°  | René Borjas               | 2     | 2        | 1926 (2).                                                                       |
| 70°  | Waldemar Victorino        | 2     | 3        | 1979 (2).                                                                       |
| 71°  | Zoilo Saldombide          | 2     | 4        | 1926 (2).                                                                       |
| 72°  | Fernando Kanapkis         | 2     | 4        | 1993 (2).                                                                       |
| 73°  | Daniel Fonseca            | 2     | 4        | 1995 (2).                                                                       |
| 74°  | Darío Silva               | 2     | 5        | 2004 (2).                                                                       |
| 75°  | Fabián Estoyanoff         | 2     | 5        | 2001 (0), 2004 (2), 2007 (0).                                                   |
| 76°  | Dagoberto Moll            | 2     | 6        | 1949 (2).                                                                       |
| 77°  | José María García         | 2     | 6        | 1949 (2).                                                                       |
| 78°  | Sebastián Abreu           | 2     | 6        | 1997 (0), 2007 (2), 2011 (0).                                                   |
| 79°  | Darwin Núñez              | 2     | 6        | 2024 (2).                                                                       |
| 80°  | Maximiliano Araújo        | 2     | 6        | 2024 (2).                                                                       |
| 81°  | Antonio Urdinarán         | 2     | 8        | 1917 (0), 1920 (1), 1922 (1).                                                   |
| 82°  | José Pedro Cea            | 2     | 8        | 1923 (1), 1924 (1), 1929 (0).                                                   |
| 83°  | Wilmar Cabrera            | 2     | 8        | 1983 (2).                                                                       |
| 84°  | Pablo Bengoechea          | 2     | 8        | 1987 (1), 1989 (0), 1995 (1).                                                   |
| 85°  | Adelaido Camaití          | 2     | 9        | 1937 (1), 1939 (1).                                                             |
| 86°  | Álvaro Pereira            | 2     | 9        | 2011 (2), 2015 (0), 2016 (0).                                                   |
| 87°  | Rubén Paz                 | 2     | 10       | 1979 (1), 1989 (1).                                                             |
| 88°  | Walter Roque              | 2     | 11       | 1956 (1), 1957 (1).                                                             |
| 89°  | Rodrigo Bentancur         | 2     | 14       | 2019 (0), 2021 (0), 2024 (2).                                                   |
| 90°  | Cristian Rodríguez        | 2     | 17       | 2004 (0), 2007 (1), 2011 (0), 2015 (1).                                         |
| 91°  | José María Giménez        | 2     | 21       | 2015 (1), 2016 (0), 2019 (1), 2021 (0), 2024 (0).                               |
| 92°  | Alberto Santelli          | 1     | 1        | 1983 (1).                                                                       |
| 93°  | Javier Chevantón          | 1     | 1        | 2001 (1).                                                                       |
| 94°  | José Tognola              | 1     | 2        | 1916 (1).                                                                       |
| 95°  | Juan Carlos Heguy         | 1     | 2        | 1922 (1).                                                                       |
| 96°  | Pedro Zingone             | 1     | 2        | 1924 (1).                                                                       |
| 97°  | Ubaldo Cruche             | 1     | 2        | 1941 (1).                                                                       |
| 98°  | José Antonio Vázquez      | 1     | 2        | 1946 (1).                                                                       |
| 99°  | Denis Milar               | 1     | 2        | 1979 (1).                                                                       |
| 100° | Mathías Corujo            | 1     | 2        | 2016 (1).                                                                       |
| 101° | Felipe Buffoni            | 1     | 3        | 1922 (1).                                                                       |
| 102° | Alberto Taboada           | 1     | 3        | 1935 (1).                                                                       |
| 103° | Eduardo Ithurbide         | 1     | 3        | 1937 (1).                                                                       |
| 104° | Edgardo Adinolfi          | 1     | 3        | 1995 (1).                                                                       |
| 105° | Alberto Bica              | 1     | 3        | 1979 (1).                                                                       |
| 106° | Arsenio Luzardo           | 1     | 3        | 1983 (1).                                                                       |
| 107° | Víctor Homero Guaglianone | 1     | 3        | 1959-I (1), 1959-II (0).                                                        |
| 108° | Juan Pedro Arremón        | 1     | 4        | 1927 (1), 1929 (0).                                                             |
| 109° | Segundo Villadóniga       | 1     | 4        | 1937 (1).                                                                       |
| 110° | Esteban Suárez            | 1     | 4        | 1949 (1).                                                                       |
| 111° | Julio Pérez               | 1     | 4        | 1955 (1).                                                                       |
| 112° | Julio Montero Castillo    | 1     | 4        | 1967 (1).                                                                       |
| 113° | Ramón Víctor Castro       | 1     | 4        | 1991 (1).                                                                       |
| 114° | Pablo Lima                | 1     | 4        | 2001 (1).                                                                       |
| 115° | Paolo Montero             | 1     | 4        | 2004 (1).                                                                       |
| 116° | José María Ortiz          | 1     | 5        | 1945 (1).                                                                       |
| 117° | Carlos Carranza           | 1     | 5        | 1957 (1).                                                                       |
| 118° | Gustavo Poyet             | 1     | 5        | 1995 (1).                                                                       |
| 119° | Carlos María Morales      | 1     | 5        | 2001 (1).                                                                       |
| 120° | Joe Emerson Bizera        | 1     | 5        | 2001 (1).                                                                       |
| 121° | Andrés Javier Martínez    | 1     | 5        | 2001 (1).                                                                       |
| 122° | Miguel Martínez           | 1     | 6        | 1949 (1).                                                                       |
| 123° | Omar Méndez               | 1     | 6        | 1953 (1), 1957 (0).                                                             |
| 124° | Álvaro Recoba             | 1     | 6        | 1997 (1), 2007 (0).                                                             |
| 125° | Alejandro Lembo           | 1     | 6        | 1999 (1).                                                                       |
| 126° | Rodrigo Lemos             | 1     | 6        | 2001 (1).                                                                       |
| 127° | Facundo Pellistri         | 1     | 6        | 2024 (1).                                                                       |
| 128° | Mathías Olivera           | 1     | 6        | 2024 (1).                                                                       |
| 129° | Nelson Moreno             | 1     | 7        | 1949 (1).                                                                       |
| 130° | Víctor Hugo Diogo         | 1     | 7        | 1979 (0), 1983 (1).                                                             |
| 131° | Richard Morales           | 1     | 7        | 2001 (1), 2004 (0).                                                             |
| 132° | Abel Hernández            | 1     | 7        | 2011 (0), 2015 (0), 2016 (1).                                                   |
| 133° | Eduardo Acevedo           | 1     | 8        | 1983 (1).                                                                       |
| 134° | Antonio Campolo           | 1     | 9        | 1920 (1), 1921 (0), 1929 (0).                                                   |
| 135° | Pablo García              | 1     | 9        | 1999 (0), 2007 (1).                                                             |
| 136° | Matías Viña               | 1     | 10       | 2021 (0), 2024 (1).                                                             |
| 137° | José Leandro Andrade      | 1     | 11       | 1923 (0), 1926 (0), 1927 (0), 1929 (1).                                         |
| 138° | Nicolás Lodeiro           | 1     | 11       | 2011 (0), 2015 (0), 2016 (0), 2019 (1).                                         |
| 139° | Federico Valverde         | 1     | 15       | 2019 (0), 2021 (0), 2024 (1).                                                   |
| 140° | Diego Godín               | 1     | 16       | 2007 (0), 2011 (0), 2015 (0), 2016 (1), 2019 (0), 2021 (0).                     |
| 141° | Pascual Somma             | 1     | 19       | 1916 (0), 1917 (0), 1920 (0), 1921 (0), 1922 (0), 1923 (1).                     |
| 142° | Diego Pérez               | 1     | 20       | 2001 (0), 2004 (0), 2007 (0), 2011 (1).                                         |
| =    | Goles en contra           | 7     | 212      | 1941 (1), 1946 (1), 1967 (1), 2016 (2), 2019 (1), 2021 (1).                     |

### Más partidos jugados
- Actualizado a la Copa América 2024.
- En negrita jugadores activos en la Selección.

| #   | Jugador             | Partidos | Goles | Ediciones                                                                       |
| --- | ------------------- | -------- | ----- | ------------------------------------------------------------------------------- |
| 1°  | Ángel Romano        | 23       | 12    | 1916 (2), 1917 (3), 1919 (3), 1920 (3), 1921 (3), 1922 (4), 1924 (3), 1926 (2). |
| 2°  | Fernando Muslera    | 22       | 0     | 2011 (6), 2015 (4), 2016 (3), 2019 (4), 2021 (5).                               |
| 3°  | Schubert Gambetta   | 21       | 3     | 1941 (4), 1942 (6), 1945 (4), 1947 (7).                                         |
| 4°  | José María Giménez  | 21       | 2     | 2015 (4), 2016 (3), 2019 (4), 2021 (5), 2024 (5).                               |
| 5°  | Roberto Porta       | 20       | 12    | 1939 (4), 1941 (4), 1942 (6), 1945 (6).                                         |
| 6°  | Obdulio Varela      | 20       | 3     | 1939 (2), 1941 (4), 1942 (6), 1945 (4), 1946 (4).                               |
| 7°  | Diego Pérez         | 20       | 1     | 2001 (6), 2004 (4), 2007 (5), 2011 (5).                                         |
| 8°  | Pascual Somma       | 19       | 1     | 1916 (3), 1917 (3), 1920 (3), 1921 (3), 1922 (4), 1923 (3).                     |
| 9°  | José Vanzzino       | 19       | 0     | 1916 (1), 1917 (3), 1919 (4), 1922 (4), 1926 (4), 1927 (3).                     |
| 10° | William Martínez    | 19       | 0     | 1953 (5), 1955 (3), 1956 (5), 1959-I (6).                                       |
| 11° | Edinson Cavani      | 19       | 4     | 2011 (3), 2015 (4), 2016 (3), 2019 (4), 2021 (5).                               |
| 12° | Luis Suárez         | 19       | 8     | 2011 (6), 2019 (4), 2021 (5), 2024 (4).                                         |
| 13° | Héctor Scarone      | 18       | 13    | 1917 (3), 1919 (4), 1923 (3), 1924 (2), 1926 (4), 1927 (2).                     |
| 14° | Diego Forlán        | 18       | 6     | 2004 (6), 2007 (6), 2011 (6).                                                   |
| 15° | Maximiliano Pereira | 18       | 0     | 2007 (5), 2011 (6), 2015 (4), 2016 (3).                                         |

### Jugadores con 3 o más goles en un partido
| Temporada | Fecha                   | Jugador           | Goles              | Rival    |
| --------- | ----------------------- | ----------------- | ------------------ | -------- |
| 1924      | 19 de octubre de 1924   | Pedro Petrone     | 40' 53' 88'        | Chile    |
| 1926      | 28 de octubre de 1926   | Héctor Scarone    | 9' 12' 28' 39' 81' | Bolivia  |
| 1926      | 1 de noviembre de 1926  | Héctor Castro     | 16' 23' 32' 72'    | Paraguay |
| 1927      | 6 de noviembre de 1927  | Roberto Figueroa  | 19' 67' 69'        | Bolivia  |
| 1927      | 6 de noviembre de 1927  | Pedro Petrone     | 18' 65' 81'        | Bolivia  |
| 1929      | 11 de noviembre de 1929 | Lorenzo Fernández | 21' 29' 43'        | Perú     |
| 1939      | 22 de enero de 1939     | Severino Varela   | 53' 55' 81'        | Ecuador  |
| 1941      | 9 de febrero de 1941    | Ismael Rivero     | 9' 23' 87'         | Ecuador  |
| 1942      | 18 de enero de 1942     | Severino Varela   | 16' 24' 29'        | Ecuador  |
| 1945      | 24 de enero de 1945     | Atilio García     | 1' 60' 83'         | Ecuador  |
| 1946      | 29 de enero de 1946     | José María Medina | 1' 25' 30' 78'     | Bolivia  |
| 1957      | 7 de marzo de 1957      | Javier Ambrois    | 26' 29' 57' 74'    | Ecuador  |
| 1957      | 23 de marzo de 1957     | Javier Ambrois    | 22' 48' 60' 75'    | Perú     |